# Leipziger Disputation

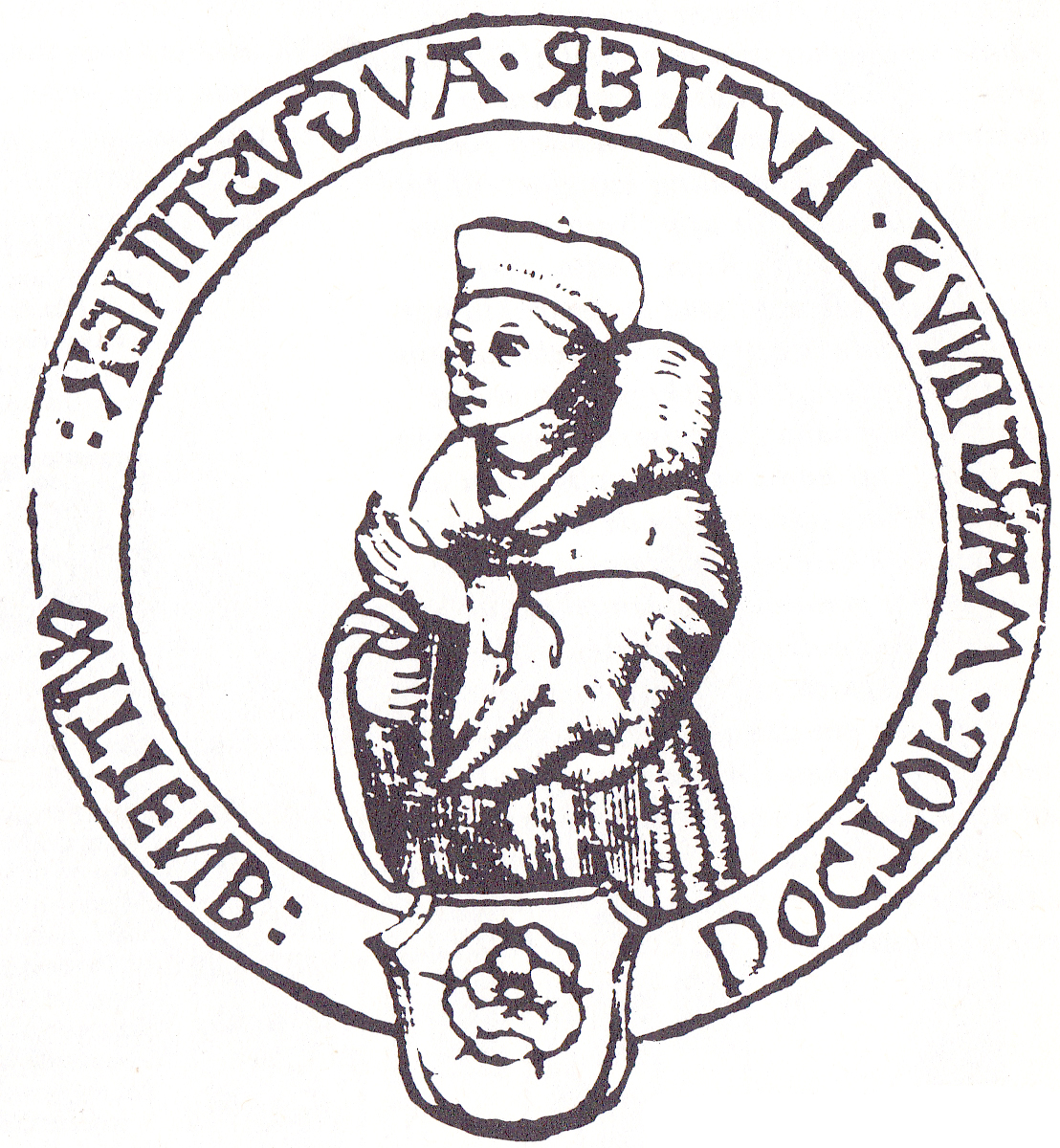
Die erste bildliche Darstellung Luthers als Mönch mit Doktorhut, die Hand im Redegestus erhoben. Die Figur ist nur durch die versehentlich spiegelverkehrt geschnittene Umschrift Doctor Martinus Lutter Augustiner Wittenb. und die Lutherrose identifizierbar. Detail vom Titelblatt der Predigt, die Luther während der Disputation hielt: Ein Sermon geprediget tzu Leipßgk. (Wolfgang Stöckel, Leipzig 1519)

Die Leipziger Disputation war ein akademisches Streitgespräch zwischen dem Ingolstädter Theologieprofessor Johannes Eck als Herausforderer und den Wittenberger Theologieprofessoren Andreas Bodenstein (genannt Karlstadt) sowie Martin Luther als Verteidigern. Es fand vom 27. Juni bis zum 15. Juli 1519 in der Leipziger Pleißenburg statt. Herzog Georg von Sachsen hatte sich erfolgreich für die Ausrichtung der Disputation durch die Universität Leipzig eingesetzt.
Ursprünglich hatte Karlstadt Eck im Mai 1518 zu einer Disputation über die menschliche Willensfreiheit und die Gnade Gottes aufgefordert. Er hatte von Ecks Kritik an Luthers 95 Thesen erfahren und wollte die gemeinsame Wittenberger Theologie öffentlich verteidigen. Mit Lucas Cranach entwarf er das wahrscheinlich erste reformatorische Flugblatt.
Eck bezog sich mit seinen Thesen zur Vorbereitung der Disputation statt auf Karlstadt so deutlich auf Luther, dass dieser schriftlich reagierte und im Frühjahr 1519 eine eigene Teilnahme an der Leipziger Disputation anstrebte. Zugleich rückte Eck die Themen Kirche und Papstamt ins Zentrum der Auseinandersetzung mit Luther. Die Disputation von Karlstadt und Eck über die menschliche Willensfreiheit fand wie geplant in Leipzig statt, fand aber weniger Beachtung als die Disputation über den päpstlichen Primat, dessen Begründung aus göttlichem Recht von Luther verneint und von Eck verteidigt wurde.
Die Rollenverteilung bei einer Disputation war unsymmetrisch. Als Opponent hatte Eck die Möglichkeit, den Gang der Diskussion vorzugeben. Er nutzte dies, um Luther damit zu konfrontieren, dass ähnliche Aussagen zum Papsttum vom Konstanzer Konzil im Fall des Jan Hus als ketzerisch verurteilt worden waren. Luther erklärte, das Konzil habe geirrt, einige Sätze von Hus seien christlich und evangelisch. Damit relativierte Luther nicht nur die Autorität des Papstes, sondern auch die Autorität von Konzilien. Mit diesen Aussagen hatte er sich faktisch vom Kirchenverständnis seiner Zeit gelöst. Als Respondent konnte Luther Eck mit seinen Argumenten aus der Kirchengeschichte punktuell in Schwierigkeiten bringen. Aber auf den Gang der Gespräche gewann er wenig Einfluss.
Eck wurde nach dem Ende der Veranstaltung in Leipzig als Sieger der Disputation gefeiert. Auch Luther räumte ein, dass Eck gesiegt habe. Allerdings trat der von Eck erwartete Effekt nicht ein: Sympathien für einen Ketzer bekundet zu haben, schadete Luther nicht. Das akademische Urteil über die Disputation blieb aus, aber die öffentliche Meinungsbildung kam in Gang und fiel zugunsten Luthers aus. Luther begann, Jan Hus als seinen Vorläufer zu interpretieren.

## Leipziger Disputation im Kontext
Die Leipziger Disputation im Sommer 1519 fand in einem Zeitfenster statt, das sich Anfang 1520 wieder schloss: Nach dem Tod von Kaiser Maximilian (12. Januar 1519) hatte Luthers Landesherr Friedrich der Weise als Mitglied des Kurfürstenkollegiums eine wichtige Rolle bei der anstehenden Kaiserwahl. Friedrich schützte seinen Wittenberger Professor, als dieser durch seine 95 Thesen in den Konflikt mit der römischen Kurie geriet. Damit folgte er einem auch in anderen zeitgenössischen Konflikten zu beobachtenden Muster: Weltliche Obrigkeiten versuchten, die kirchliche Jurisdiktion auf ihrem Territorium zu kontrollieren. Die Kurie war vor allem daran interessiert, dass Friedrich bei der Kaiserwahl in ihrem Sinn agierte. Um ihn nicht zu brüskieren, stellte sie Luthers Häresieprozess zurück. Das ermöglichte es Luther und seinem Kreis, ihre Reformideen ein Jahr lang ungehindert zu verbreiten. Parallel zur Leipziger Disputation fand in Frankfurt der Kaiserwahltag statt. Die Wahl des Habsburgers Karl erfolgte am 28. Juni 1519; am 3. Juli unterzeichnete er die von Friedrich dem Weisen entworfene Wahlkapitulation.
Seit Anfang des Jahrhunderts waren in den größeren Städten sowie an einigen Fürstenhöfen Kreise von Gebildeten entstanden, die eine Begeisterung für Wissenschaft und Literatur der Antike teilten. Sie befürworteten Reformen, z. B. eine Modernisierung des Universitätsbetriebs. „Es ist verständlich, daß man hier in Luthers Anläufen gegen Scholastik und Ablaßwesen verwandte Bestrebungen sah und in dem Wittenberger Professor einen Bundesgenossen begrüßte.“ Diese neuen Freunde übersahen zunächst, dass Luther selbst vom Humanismus nicht tief geprägt worden war. Vorläufig fand Luther hier eine interessierte Öffentlichkeit, an die er sich wenden konnte, während die amtlichen kirchlichen Stellen und Teile der Theologenschaft mit Unverständnis und Ablehnung reagierten. Ihr Beharren auf dem Status quo und der gegen ihn in Gang gebrachte Häresieprozess bewirkten, dass Luther ein eigenes Verständnis der Kirche (Ekklesiologie) entwickelte – als Gemeinschaft der Gläubigen und nicht als Heilsanstalt. „Er trat immer weiter aus dem bisherigen Kirchenwesen heraus.“ Dies sind Entwicklungen, die die Reformationsgeschichte im Zeitraum von 1517 bis 1520 prägen und bei dem Ereignis der Leipziger Disputation wie in einem Brennglas betrachtet werden können.

## Publizistischer Vorlauf

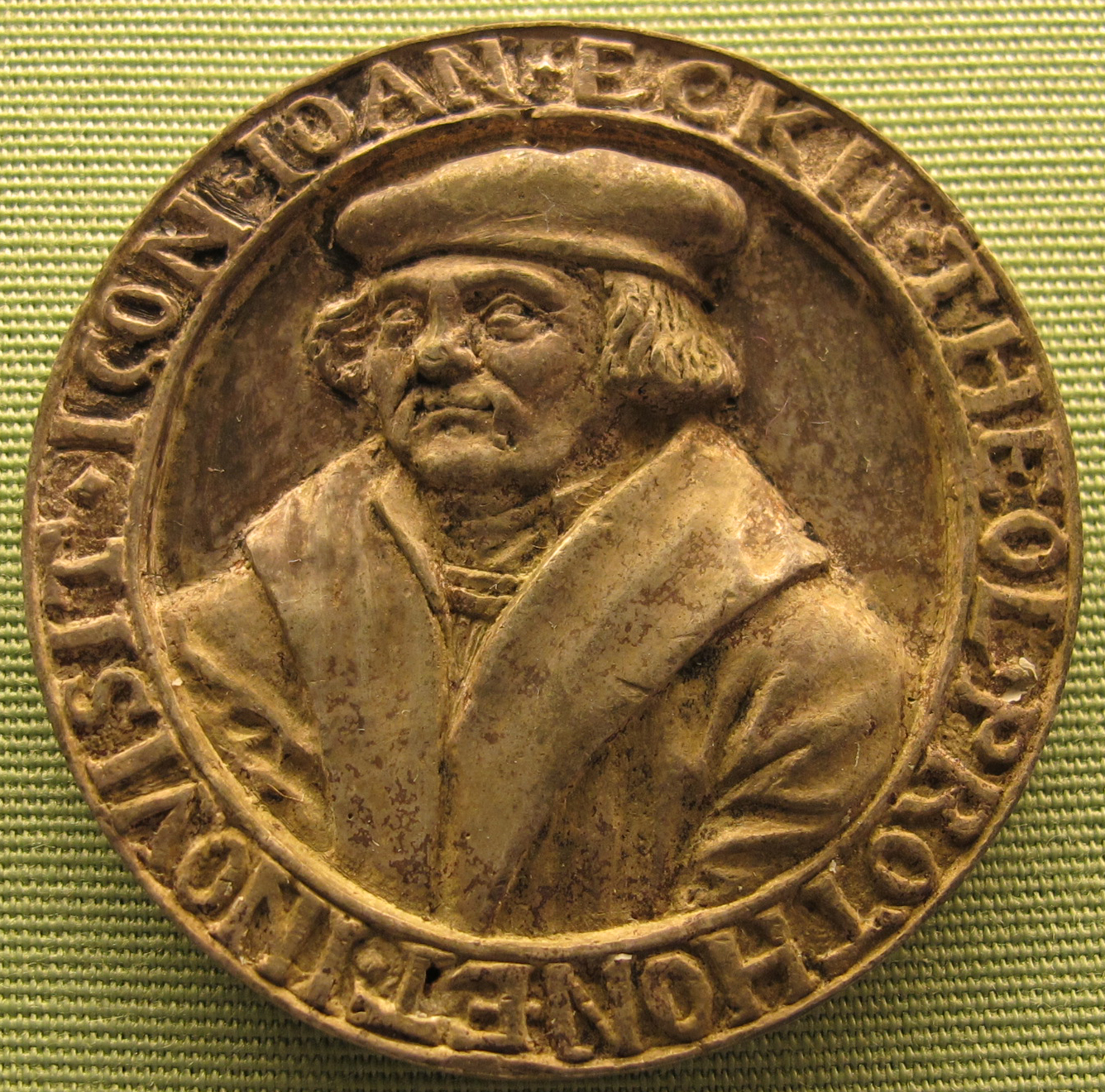
Medaille, Umschrift: Bildnis des Theologen, Protonotars und Inquisitors Johann Eck (1529), Staatliche Münzsammlung München

Vor Beginn der Auseinandersetzungen standen Johannes Eck und Martin Luther in einem freundschaftlichen Briefwechsel. Der Nürnberger Diplomat und Humanist Christoph Scheurl hatte die beiden miteinander bekannt gemacht. Die Freundschaft, auf die sich beide beriefen, war allerdings keine persönliche Beziehung, sondern ein unter Humanisten üblicher Kontakt. Im Gegensatz zur Wettkampfmentalität scholastischer Theologen kultivierte man in Scheurls Freundeskreis und ähnlichen Netzwerken einen harmoniebetonten Austausch, indem man eigene und fremde Werke einander zur Lektüre zusandte und brieflich Kontakt hielt. Johannes Eck übersandte an Martin Luther seine Wiener Disputationsthesen, und Luther ließ Eck seine Disputationsthesen gegen die scholastische Theologie und gegen den Ablass überbringen. Eck schrieb an Scheurl, er würde zehn Meilen weit gehen, um an der Disputation teilzunehmen, zu der Luther mit seinen 95 Thesen eingeladen hatte. Er liebe diese Form der akademischen Auseinandersetzung. In einem Brief an den Wiener Humanisten Johannes Cuspinian beurteilte Eck die 95 Thesen so: „Ich leugne nicht die sehr großen Mißbräuche bezüglich des Ablasses. Darin lobe ich Luther. Was er aber über das Sakrament der Buße behauptet, bestreite ich entschieden.“

### „Spießchen“ und „Sternchen“
Bei einem Besuch des Eichstätter Fürstbischofs Gabriel von Eyb, dem Kanzler der Universität Ingolstadt, äußerte sich Eck kritisch über Luthers Thesen. Der Bischof wünschte eine schriftliche Ausarbeitung dieser Kritik. Eck verfasste daraufhin Anmerkungen (Adnotationes) zu achtzehn von Luthers 95 Thesen, die für den persönlichen Gebrauch des Bischofs bestimmt waren. Der Augsburger Domherr Bernhard Adelmann ließ diesen Text im März 1518 auf Umwegen Luther zukommen. Anknüpfend an eine Bemerkung Ecks betitelte Luther diese in polemischem Ton gehaltene Schrift Obelisci („Spießchen“, lateinisch obeliscus, latinisiert von altgriechisch ὀβελίσκος obelískos, deutsch ‚kleiner Spieß‘). Die antike Literaturwissenschaft benutzte den Obeliscus als Zeichen für unechte, auszumerzende Textstellen. Im Mittelalter wurden ketzerische Sätze auf diese Weise gekennzeichnet. Ihrem privaten Charakter entsprechend ist nicht leicht nachzuvollziehen, wie sich die Anmerkungen Ecks genau auf Luthers 95 Thesen beziehen. Im Blick auf die spätere Auseinandersetzung ist interessant, dass Eck Luther vorwarf (wohl mit Blick auf die Thesen 48 und 57), er lasse es an Ehrfurcht gegenüber dem Papst mangeln. Dem evangelischen Kirchenhistoriker Volker Leppin zufolge nahm Luther zu dieser Zeit eine Haltung des Gehorsams gegenüber dem Papst ein und hielt ihn zugleich für einen fehlbaren Menschen; damit sei er aber im Rahmen des damals Vertretbaren geblieben. Eck bemerkte außerdem, Luthers Verständnis der Kirche verbreite „böhmisches Gift“. Der Verdacht Ecks, Luther stehe dem als Ketzer in Konstanz verbrannten böhmischen Theologen Jan Hus nahe, zieht sich als Leitmotiv durch die folgende Auseinandersetzung, bis das Thema beim Rededuell in Leipzig zwischen Eck und Luther öffentlich ausgetragen wurde.
Luther verfasste 1518 eine Gegenschrift mit dem auf die Obelisci Bezug nehmenden Titel Asterisci („Sternchen“). Mit diesen textkritischen Zeichen wurde der wertvollere Text markiert. Über Wenzeslaus Linck sandte Luther Eck die Asterisci am 19. Mai zu. In dem beigefügten Begleitbrief zeigte sich Luther verletzt über Ecks scharfen Ton. Scheurl unternahm im Juni einen Versöhnungsversuch zwischen Eck und Luther. Weder die Obelisci noch die Asterisci waren für den Druck gedacht; der erste Druck der beiden miteinander verschränkten Texte erfolgte später in bearbeiteter Form in einer Ausgabe von Luthers lateinischen Werken.

### Karlstadts Disputationsaufforderung

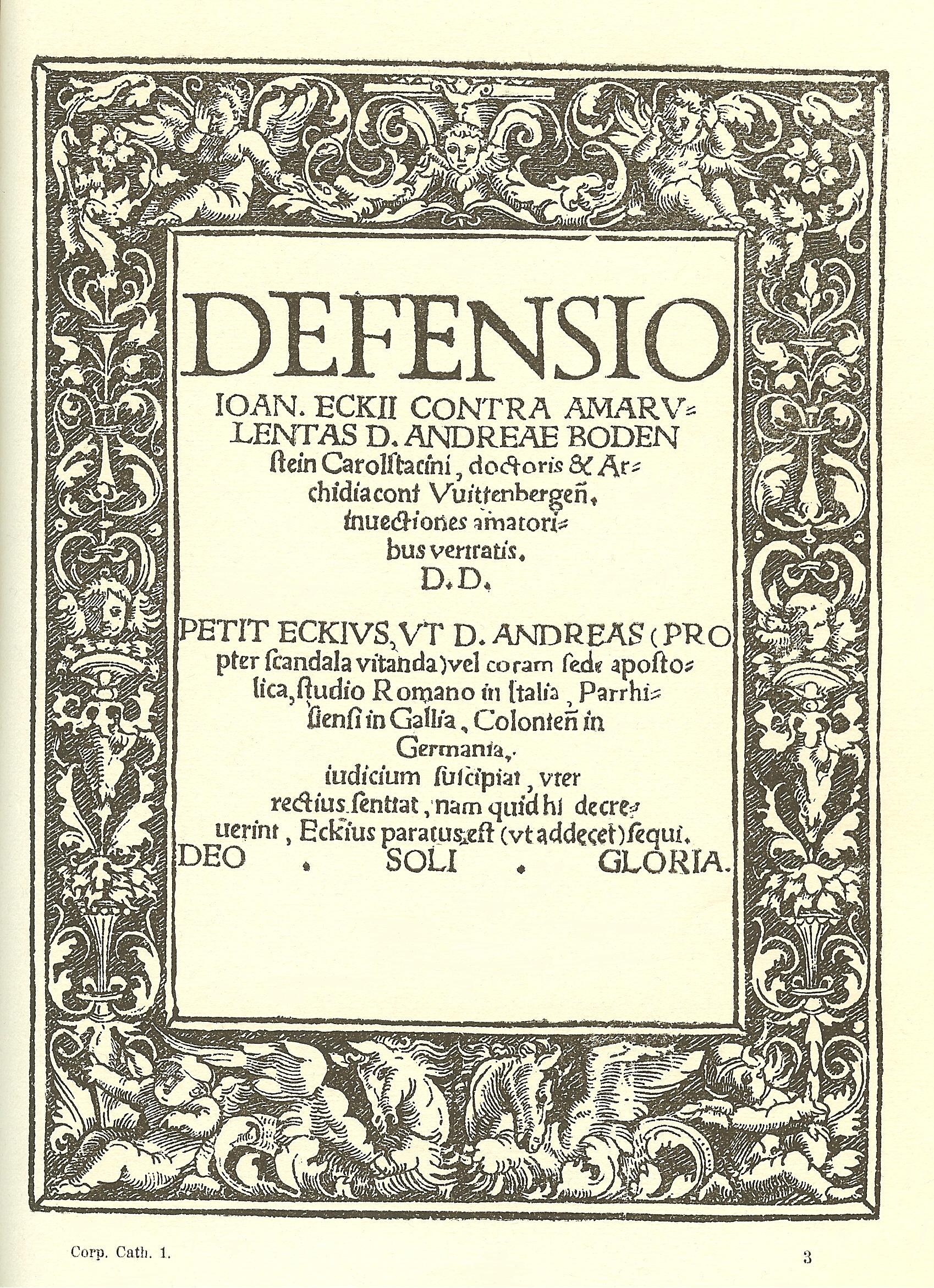
Titelblatt der Verteidigungsschrift Ecks gegen Karlstadt (1518)

Unterdessen hatte Karlstadt, Dekan der theologischen Fakultät der Wittenberger Universität, die Obelisci gelesen. Er publizierte mit Datum vom 9. Mai 1518 ohne Luthers Wissen 406 Thesen (380 plus 26 für den Druck hinzugefügte), von denen sich die Thesen 103 bis 213 gegen Eck richteten. Ihm ging es darum, den guten Ruf der Universität zu verteidigen. Diese sogenannten „Verteidigenden Schlußsätze“ (Apologeticae conclusiones) stellen zugleich Karlstadts persönliche theologische Standortbestimmung dar. Die Bibel war für ihn die höchste Autorität. Er vertrat die Unfähigkeit des menschlichen Willens zum Guten und die Passivität des Menschen gegenüber der Gnade Gottes. Über diese Thesen wollte er im Sommer 1518 in mehreren Veranstaltungen öffentlich disputieren. Dabei ist bemerkenswert, dass es ein Druckwerk war, das die Leipziger Disputation lostrat: Für die geplante Disputationsserie hätte Karlstadt seine Apologeticae conclusiones in üblicher Weise als „Zettel“ (Plakatdruck) veröffentlichen können, davon hätte Eck in Ingolstadt wahrscheinlich nichts bemerkt. Stattdessen entschied er sich für einen Libelldruck der Offizin Rhau-Grunenberg und erreichte damit eine größere Leserschaft.
Eck antwortete Luther Ende Mai brieflich, noch in Unkenntnis von Karlstadts Publikation: Er berief sich auf die frühere Freundschaft, die Obelisci seien den Wittenbergern durch eine Indiskretion bekannt geworden, und ihm liege nichts an einem Streit. Auch Luther schrieb noch einmal deeskalierend an Eck, doch Karlstadts Disputationsvorhaben hatte nun durch die in Hunderten von Exemplaren verbreiteten Apologeticae conclusiones eine Eigendynamik gewonnen – Eck musste reagieren. Er tat das mit seiner Verteidigungsschrift, die am 14. August 1518 im Druck erschien. Sie war betitelt als „Verteidigung gegen die bitteren Angriffe des Dr. Andreas Bodenstein aus Karlstadt“ (Defensio contra amarulentas D. Andreae Bodenstein Carolstatini invectiones). Auf dem Titelblatt schlug er Karlstadt vor, die strittigen Fragen vom apostolischen Stuhl und den Universitäten Rom, Paris oder Köln entscheiden zu lassen. Als Datum für die Disputation schlug er den 3. April 1519 vor, den Ort solle Karlstadt bestimmen. Auf dem Reichstag zu Augsburg im Oktober 1518 trafen sich Luther und Eck und verständigten sich über die Bedingungen der Disputation. Luther trat dabei als Unterhändler für Karlstadt auf. Die Wittenberger schlugen Leipzig oder Erfurt vor, und Eck wählte Leipzig.
Eck wandte sich nun über Herzog Georg von Sachsen an die Universität Leipzig, um deren Zustimmung zur Disputation zu erhalten. Aber die Leipziger Theologen sträubten sich zunächst. Das Thema sei heikel und solle auf einer Provinzialsynode oder vor päpstlichen Kommissaren verhandelt werden. Dafür setzte sich auch Bischof Adolf von Merseburg beim Herzog ein. Dem Landesherrn war es aber ein persönliches Anliegen, die Disputation stattfinden zu lassen. Georg von Sachsen wollte mit der Ausrichtung dieses akademischen Streitgesprächs das Ansehen seiner Landesuniversität vermehren.

### Karlstadts Flugblatt
Zur Vorbereitung der Leipziger Disputation entwickelte Karlstadt in Zusammenarbeit mit Lucas Cranach dem Älteren ein großformatiges Flugblatt (Querformat, 29,9 × 40,7 cm) mit dem Titel „Wagen“. Es erschien im März 1519 und verbreitete sich rasch. In zwei Bildzonen sieht man oben einen von Paulus und Augustinus gelenkten Achtspänner, der mit einem Laien zur Himmelspforte unterwegs ist, wo er von Christus erwartet wird. In der unteren Bildzone ist ein Siebenspänner mit einem scholastischen Theologen in Gegenrichtung zum Höllenrachen unterwegs. Der Holzschnitt wurde wohl in einem zweiten Druckvorgang mit erläuternden Textfeldern kombiniert. Es gibt sowohl eine lateinische als auch eine deutsche Version dieses wahrscheinlich ältesten reformatorischen Flugblatts. Der obere Wagen verdeutlicht das theologische Programm, für das Karlstadt Anfang 1519 stand, der untere Wagen stellt die Gegenposition satirisch dar. Karlstadt empfahl in der Tradition der Mystik ein christliches Leben, das durch Kreuzesnachfolge, Buße und Gelassenheit gekennzeichnet war.
Der „Wagen“ wirkte provozierend, besonders die Gegenüberstellung des zum Himmel fahrenden Laien als des wahren Christen und des zur Hölle fahrenden Scholastikers. Der Laie verzichtet laut beigefügtem Text auf den Eigenwillen und lässt Gott wirken, während auf dem Höllenwagen die Willensfreiheit proklamiert wird: „Unser wil macht guter werck substantz“. Eck, der die Darstellung auf sich bezog, beschwerte sich zweimal brieflich bei Friedrich dem Weisen. In Leipzig zerriss ein Theologieprofessor auf der Kanzel ein Exemplar des Flugblatts. Leipziger Studenten, die bei der Beichte bekannten, sich über die Darstellung amüsiert zu haben, bekamen harte Bußen auferlegt.

### Ecks Thesen und Luthers Gegenthesen

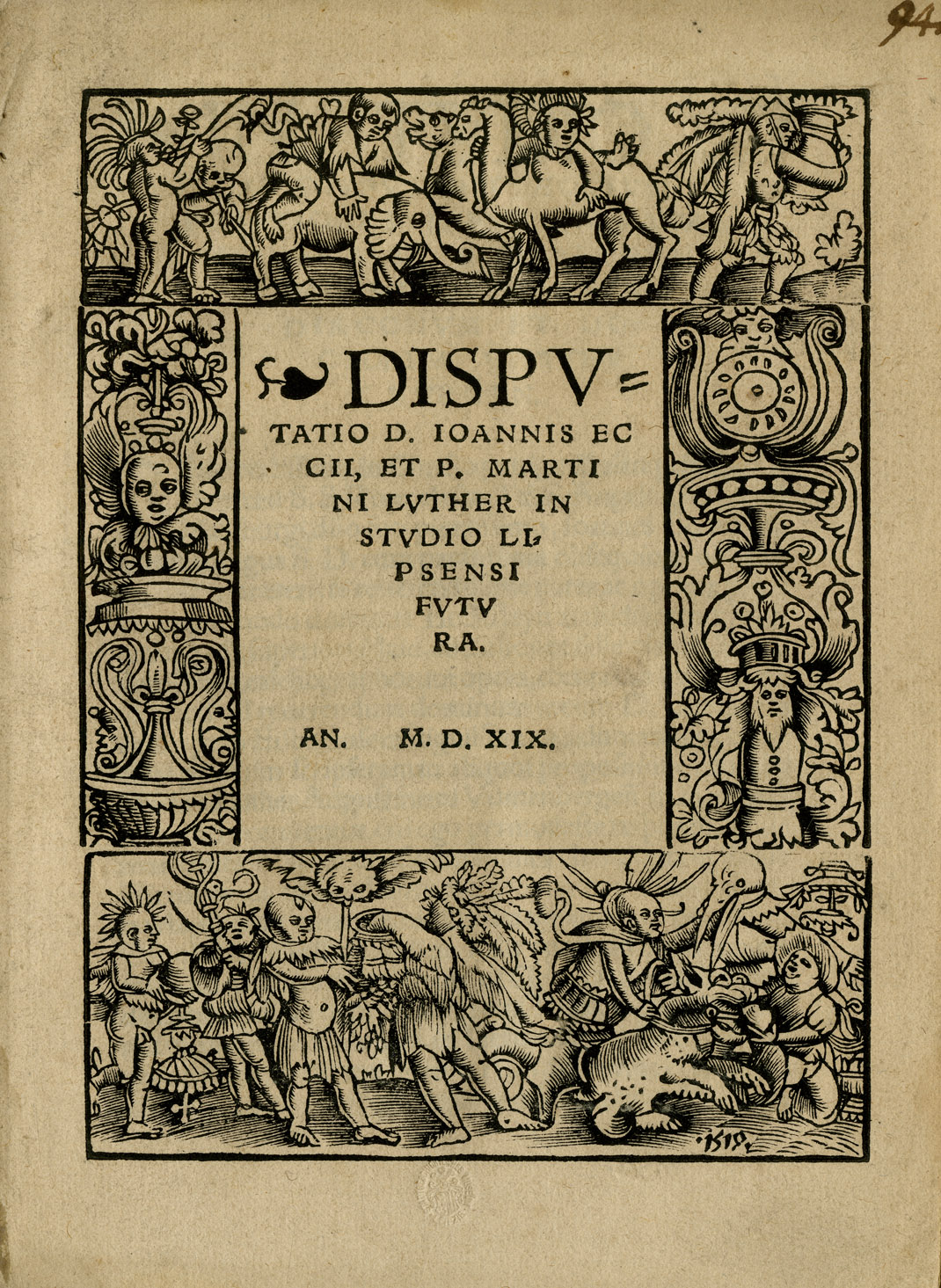
Ecks 12 Thesen mit Luthers Gegenthesen vom Februar 1519 (Disputatio d. Ioannis Eccii, et p. Martini Luther in studio Lipsensi futura), Leipzig: Martin Landsberg, 1519. Exemplar Stadtgeschichtliches Museum Leipzig, Sign.: I F 149a

Als textliche Grundlage zur Disputation mit Karlstadt veröffentlichte Eck am 29. Dezember 1518 zwölf Thesen. Dabei griff er aber Themen aus Luthers 95 Thesen auf. Besonders offensichtlich war das bei der Schlussthese, die auf Luthers Kommentar zu seinen 95 Thesen (den Resolutiones) Bezug nahm. Gegen Luther formulierte Eck: „Es ist falsch zu behaupten, daß die römische Kirche vor den Zeiten [Papst] Sylvesters … noch nicht die Oberhoheit gehabt hat, vielmehr haben wir den, der den Stuhl des hl. Petrus innehatte und seinen Glauben besaß, immer als den Nachfolger Petri und allgemeinen Stellvertreter Christi anerkannt.“ Damit wurde das Thema des päpstlichen Primats auf die Agenda der Leipziger Disputation gesetzt.
Luther, der zu diesem Zeitpunkt gar nicht als Disputationsteilnehmer vorgesehen war, reagierte mit 12 Gegenthesen, die er einem offenen Brief an Karlstadt vom 4./5. Februar 1519 beifügte. Sie wurden bereits am 7. Februar gedruckt. In der am 14. März 1519 gedruckten „Verteidigung und Entgegnung des Johannes Eck gegen Anklagen des Augustiners Martin Luther“ (Disputatio et excusatio Joannis Eccii adversus criminationes F. Martini Lutter ordinis Eremitarum) erweiterte Eck seine Thesenreihe. Die Schlussthese zur Frage der Superiorität der römischen Kirche wurde dadurch zu Ecks dreizehnter These. Luther formulierte 13 Gegenthesen unter dem Titel „Disputation und Entgegnung gegen die Anschuldigungen des Johannes Eck“(Disputatio et excusatio adversus criminationes Joannis Eccii). Mit der Schlussthese zum päpstlichen Primat ging Luther über seine bisherigen Äußerungen zum Thema hinaus: „Daß die römische Kirche über allen anderen steht, wird [nur mit schwachen Argumenten] bewiesen aus den eiskalten Dekreten der römischen Päpste in den letzten 400 Jahren, gegen welche die bewährte Geschichte der ersten 1100 Jahre, der Text der Hl. Schrift und der Beschluß des Nizänischen Konzils, des heiligsten von allen, steht.“ Luther leitete aus den Konzilsbeschlüssen von Nizäa die Gleichrangigkeit der Bischöfe von Rom und Alexandria ab.
Während Luther von Eck und Herzog Georg weiterhin im Unklaren gelassen wurde, ob er an der Disputation überhaupt teilnehmen durfte, spitzte sich der Konflikt zwischen Eck und Luther durch ihren folgenden Briefwechsel auf die Autorität des Papstes zu. Karlstadt positionierte sich in dieser Frage deutlich anders als Luther. In seinen Thesen gegen Eck, die er im April 1519 publizierte, hob er hervor, dass er ein „Verehrer des Papstes und gehorsames Glied der Kirche“ sei. Aber nicht nur Karlstadt, sondern auch andere Wittenberger Kollegen und der Nürnberger Scheurl fanden Luthers Schlussthese problematisch. Eine so ungeschützte Aussage würde Eck zweifellos angreifen. Um sich darauf vorzubereiten, trieb Luther eingehende Studien des Kirchenrechts und der Kirchengeschichte. Ihr Ergebnis ist die am 6. Juni 1519 veröffentlichte Abhandlung mit dem Titel „Luthers Erklärung seiner 13. These über die Macht des Papstes“ (Resolutio Lutheriana super propositione sua decima tertia de potestate papae). „Diese Schrift hat gegenüber der Disputation den Vorzug, daß Luther hier weitaus systematischer seine Auffassung vom Papsttum entfalten konnte, als es in der Disputation möglich war“, so Bernhard Lohse. Luther schätzte die Konzilien der alten Kirche, zusammen mit den Kirchenvätern, da sie zeitlich und inhaltlich dem Neuen Testament relativ nahe standen. Dagegen bewertete er die jüngere kirchliche Tradition und ihre Konzilien kritisch. In dem Briefwechsel mit Hieronymus Dungersheim, der nach der Leipziger Disputation stattfand, legte Luther offen, welche kirchenhistorischen Quellen ihm zur Verfügung standen: das Corpus Iuris Canonici, die Kirchengeschichte des Eusebius und jene des Cassiodor, die Papstchronik von Bartolomeo Platina, die Schriften der Kirchenväter (vor allem Augustinus und Cyprian), schließlich die griechischen Kanones des Konzils von Nicäa. Die Resolutio war eine Art literarischer Ersatz für eine Teilnahme an der Disputation, falls Luther nicht zugelassen werden sollte. Darum argumentierte Luther in dieser Schrift streng nach akademischen Standards. Dass er sich im Vorwort für die erschwerte Lesbarkeit entschuldigte, zeigt nach Meinung des evangelischen Kirchenhistorikers Thomas Kaufmann, dass er mit einem Publikum rechnete, dem Disputationen nicht vertraut waren. Schon hier habe Luther danach gestrebt, die Diskussion in eine Öffentlichkeit jenseits des akademischen Rahmens hinauszutragen; dies sollte sich im Verlauf der Disputation und in ihrem Nachgang wiederholen.

## Öffentliche Inszenierung

### Vorgeplänkel

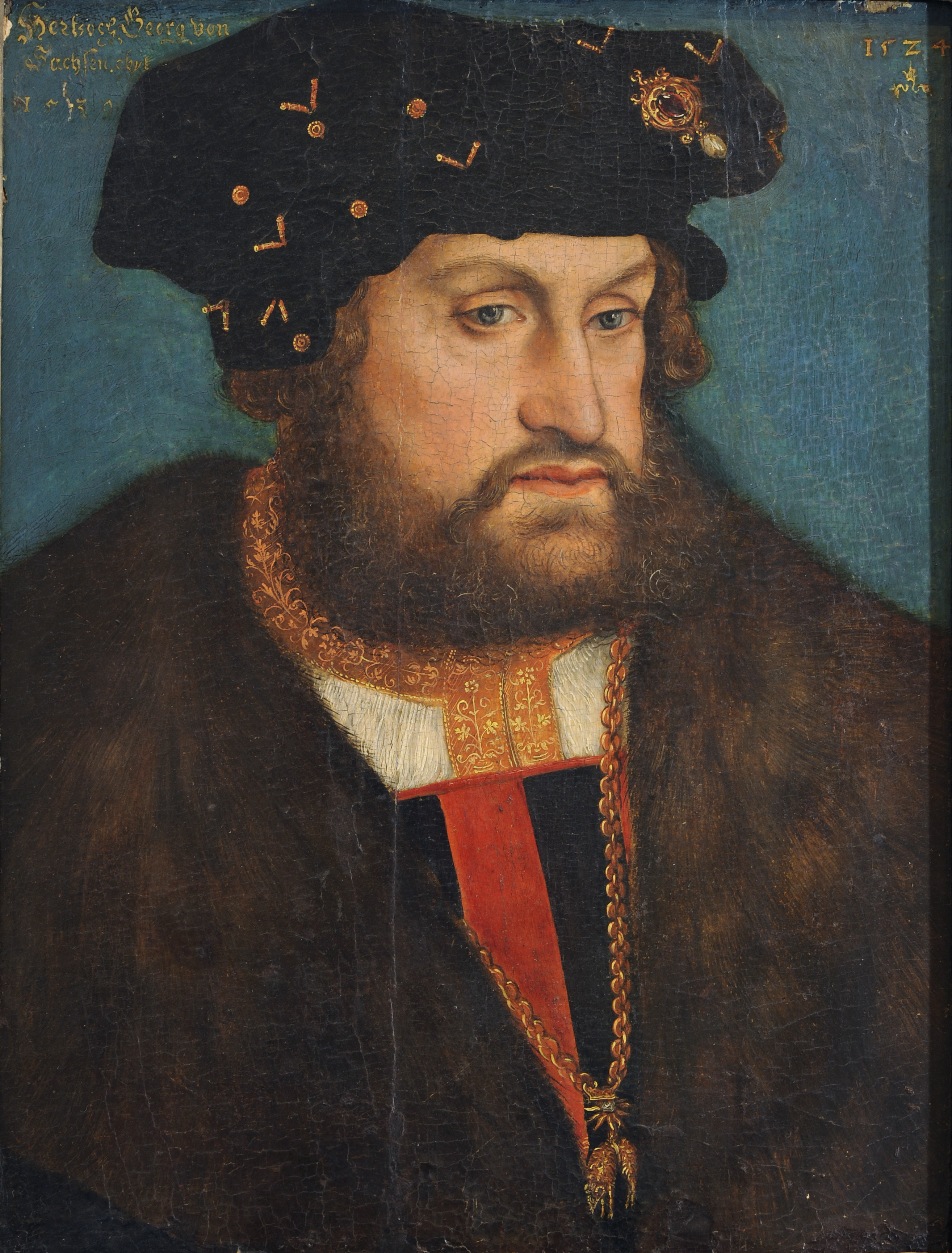
Herzog Georg von Sachsen (Lucas Cranach d. Ä., 1524, Sammlung Veste Coburg)

Der evangelische Kirchenhistoriker Christopher Spehr charakterisiert die Leipziger Disputation als „Theologenkongress von nationaler Bedeutung mit öffentlich-inszeniertem Rahmenprogramm.“ Noch unmittelbar vor Beginn der Veranstaltung erließ Bischof Adolf von Merseburg ein Verbot der Disputation, das an einer Kirchentür angeschlagen wurde. Georg von Sachsen ließ den Boten verhaften, das Verbotsmandat dem Bischof zurückschicken und traf Vorkehrungen, um etwaige Störungen zu verhindern.
Während über das Interesse der Leipziger Bevölkerung an Eck, Karlstadt oder Luther nichts Sicheres bekannt ist, fand sich ein zahlreiches auswärtiges Publikum ein. Mosellanus zufolge waren viele Äbte, Grafen und Ritter des Goldenen Vlieses eingetroffen, um die Disputation mitzuerleben, außerdem zahlreiche Gelehrte und Ungelehrte. Hieronymus Emser war als Hofgeistlicher des Herzogs zugegen, und der Abt von Lehnin war vom Brandenburger Bischof entsandt worden. Unter den Beobachtern waren Johann Lang aus Erfurt, Thomas Müntzer, der kursächsische Rat Hans von der Planitz, der mansfeldische Rat Johann Rühel und ein böhmischer Orgelmacher namens Jakubek. Eck behauptete mehrfach, in der Zuhörerschaft säßen etliche aus Prag angereiste „Häretiker“.
Johannes Eck traf bereits am 22. Juni 1519 in Begleitung eines Dieners in Leipzig ein. Die Leipziger Lokaltradition, Eck habe beim Bürgermeister Benedikt Beringershain in dessen Wohnhaus Petersstraße / Ecke Thomasgäßchen gewohnt, ist unbelegt.
Am 24. Juni zog die Wittenberger Delegation durch das Grimmasche Tor in die Stadt ein: Im vorderen Wagen saß Karlstadt, der zahlreiche Bücher mitführte. Im zweiten Wagen saßen Luther und Melanchthon zusammen mit dem späteren Herzog Barnim IX. von Pommern-Stettin, damals Ehrenrektor der Wittenberger Universität. Nikolaus von Amsdorf und Johann Agricola hatten sich als Kollegen der Delegation angeschlossen. Rund 200 teils mit Spieß und Hellebarde bewaffnete Wittenberger Studenten gingen als Ehrengeleit neben den Wagen her. Diese studentische Eskorte war eine Geste der Solidarität; sie zeigt, dass zu dieser Zeit zwischen der Wittenberger Studentenschaft und den noch recht jungen Professoren Luther und Karlstadt eine große Nähe bestand. Nach dem Wartburgaufenthalt 1521/22 konnte Luther in seinen späteren Jahren als Professor daran nicht wieder anknüpfen.
Während des etwa dreiwöchigen Streitgespräches wohnten die Reformatoren bei dem Buchdrucker Melchior Lotter in dessen Haus in der Hainstraße. Einige der mitgereisten Studenten randalierten in der Stadt und machten sich einen Spaß daraus, Eck zu bedrängen. Sie zogen nachts lärmend vor seinem Quartier auf und versuchten, ihn während der Disputation aus dem Konzept zu bringen, indem sie zu ihren Degen griffen. Der Dresdner Hoftheologe Emser organisierte für Eck eine Eskorte aus jungen Magistern der Leipziger Universität. Diener des Stadtrats begleiteten Eck, wenn er in Leipzig unterwegs war, man rechnete also mit Übergriffen. Auch die Rivalität der traditionsreichen Universität Leipzig und der jungen Wittenberger Universität spielte bei diesem Geplänkel eine Rolle.

### Organisatorischer Rahmen
Der Herzog war zeitweise persönlich anwesend; die Organisation und Leitung der Veranstaltung hatte er seinem Rat Caesar Pflugk und seinem Kanzler Johann Kochel übertragen. Diese beiden wirkten während der Disputation auch als Schiedsrichter. Da die Universität Leipzig keinen großen Saal zur Verfügung stellen konnte, fand die Disputation in der Hofstube der Pleißenburg statt. Der Raum war mit Tapisserien hergerichtet. Für die Kontrahenten hatte man zwei Katheder aufgestellt. Die Zuhörer wählten ihre Plätze nahe dem Katheder des von ihnen bevorzugten Disputanten, dabei saßen die Vertreter der Leipziger Universität auf der Seite Ecks. 76 bewaffnete Leipziger Bürger sicherten die Veranstaltung ab.
Der 26. Juni war der Absprache organisatorischer Fragen zwischen Eck und Karlstadt gewidmet. Die Absprachen zwischen Eck und Luther wurden erst am Folgetag getroffen – weil Luther bis zum Beginn der Veranstaltung offiziell als Begleiter Karlstadts, aber nicht als Disputant galt. Den Sieger der Disputation zwischen Karlstadt und Eck sollte die theologische Fakultät der Universität Erfurt bestimmen, bei der Disputation Ecks mit Luther dagegen die theologischen Fakultäten der Universitäten Erfurt und Paris gemeinsam, aber mit Ausnahme der Mitglieder des Dominikaner- und Augustinereremitenordens. Luther hielt Theologen und Kirchenrechtler in der Primatsfrage für parteiisch. Er schlug vor, das Schiedsgericht den ganzen Universitäten zu übertragen. Auch Gelehrte anderer Fakultäten könnten die Materie beurteilen. Georg von Sachsen, der darüber zu entscheiden hatte, lehnte Luthers Vorstoß ab.
Eck hätte gerne nach „italienischer“ Weise in freier Rede disputiert. So hätte er als geübter Disputationsredner mit seiner Schlagfertigkeit punkten können. Karlstadt ließ sich aus gutem Grund nicht darauf ein. Vier Notare protokollierten alle Reden, die ihnen von den Disputierenden in die Feder diktiert wurden. Dadurch sank der Unterhaltungswert gegenüber der „italienischen“ Disputation, andererseits konnte das Publikum bei dem geruhsamen Tempo der Argumentation genauer folgen. Wie sich herausstellte, schrieben auch einige Zuhörer mit. Der Plan, die Akten der Disputation nur dem Schiedsgericht zugänglich zu machen, wurde durch diese inoffiziellen Mitschriften gegenstandslos.

### Programm
Die Disputation begann am 27. Juni mit einem Festakt. Nachdem Simon Pistoris der Ältere das gesamte Auditorium im Namen der Leipziger Universität begrüßt hatte, ging man gemeinsam zum Gottesdienst in die Thomaskirche. Der Thomanerchor führte eine für diesen Anlass von Georg Rhau komponierte zwölfstimmige Messe auf. Es folgte die Festprozession zur Pleißenburg. Dieser Programmpunkt stellte eine Analogie zwischen der Disputation und einem Turnier her.
Die Eröffnungsrede in der Hofstube hielt Petrus Mosellanus, der als humanistischer Ireniker zu einem fairen Disputationsstil aufrief. Daraufhin knieten alle Anwesenden nieder, und die Thomaner sangen, begleitet von den Stadtpfeifern, „Komm heiliger Geist“.
Es gab drei Gesprächsgänge und siebzehn Disputationstage:
- 27. und 28. Juni, 30. Juni bis 3. Juli: Eck gegen Karlstadt;
- 4. bis 9. Juli und 11. bis 13. Juli: Eck gegen Luther;
- 14. und 15. Juli: Eck gegen Karlstadt.

Am 29. Juni, dem Peter- und Paulstag, fand keine Disputation statt. Barnim von Pommern hatte sich eine Predigt Luthers in der Schlosskirche gewünscht. Wegen Überfüllung der Kirche predigte Luther im Disputationssaal. Zufällig war Mt 16,13–19  Tagesevangelium. Das ist die Bibelstelle, in der Jesus Petrus den Felsen nennt, auf den er seine Kirche bauen wird. Das gab Luther Gelegenheit, seine Position auch in Predigtform vorzutragen; diese Predigt erschien überarbeitet später im Druck. Eck hielt anschließend in mehreren Leipziger Kirchen Gegenpredigten.
Die Dauer der Veranstaltung war dadurch vorgegeben, dass Kurfürst Joachim von Brandenburg im Anschluss daran bei Herzog Georg von Sachsen zu Gast war, die Pleißenburg also anderweitig genutzt werden sollte. Ähnlich wie bei der Eröffnung, gab es auch ein Zeremoniell beim Abschluss der Disputation: ein feierliches Te Deum und eine Rede. „Luther hat daran wahrscheinlich nicht mehr teilgenommen, da er zu einem Treffen mit Staupitz abgereist war.“
Während die Wittenberger Delegation die Stadt direkt nach dem Ende der Veranstaltung verließ, wurde Eck neun Tage lang in Leipzig als Sieger gefeiert. Dass der Ingolstädter die ihm gebotenen Annehmlichkeiten zu genießen wusste und sie in Briefen rühmte, gab später den Stoff für die Satire Eccius dedolatus und Luthers Verunglimpfung Ecks als „Dr. Sau“ bzw. das „Schwein von Ingolstadt“.

### Regeln und Strategien
Eine Disputation folgte festen Regeln und verlief anders als eine Diskussion heute. Der Leser der Leipziger Disputationsprotokolle wird damit konfrontiert, dass die Kontrahenten bis zu fünfzehn Argumente simultan disputierten. „Der eigentliche Streitgegenstand scheint in einer Vielzahl unübersichtlicher Nebenfragen, Beweisketten und Widerlegungen unterzugehen, nebenher werden Streitigkeiten über Verfahrensregeln und Decorum ausgetragen.“ Bevor die Disputation begann, versicherten die Teilnehmer in der sogenannten protestatio mit einem Eid, alles, was quasi im Eifer des Gefechts von ihnen gesagt werde und was vielleicht gegen die Lehre der Kirche verstoße, werde nur „disputative“ erörtert, aber nicht „assertive“ behauptet.
Durch die vorher festgelegte Rollenverteilung war Luther zum Respondenten bestimmt worden. Als solcher machte er den ersten Zug und warf seine These in den Ring (in Luthers Fall war das die 13. These aus der zuvor gedruckten Thesenreihe). Dann war Eck am Zug. In der Rolle des Opponenten hatte er das erste Wort und präsentierte seine Oppositionsthese. Luther als Respondent durfte nur auf Ecks Darlegungen antworten, er hatte keine Möglichkeit, seine eigene Argumentation zu entwickeln oder auf seine ursprüngliche These zurückzulenken. Positiv betrachtet genoss der Respondent die Freiheit des Experimentierens. Er brauchte keine Beweise für seine eigene These zu bringen; es reichte, wenn er alles entkräftete und zerstörte, was der Opponent gegen ihn an Argumenten aufbot – und sei es auch nur aus formalen Gründen.
Ecks Oppositionsthese und die von Eck dafür angeführten Beweise „bilden die Materie, aus der heraus sich … die Leipziger Disputation zu einem immer komplexeren Gebilde von Argumenten, Nebenargumenten, Schlüssen, Gründen und Beweisen entfaltete.“ Beide Redner ließen sich von ihren Anhängern gelegentlich mit der „Munition neuer Argumente“ versorgen und kritisierten die gleiche Praxis bei der Gegenseite.
Luthers Strategie war es, Eck in eine Diskussion über die griechische Kirche zu locken. Denn die Ostkirche hatte den päpstlichen Primat nicht anerkannt. Wenn die Päpste ihren Anspruch auf Oberhoheit im Byzantinischen Reich jahrhundertelang nicht durchsetzen konnten, dann galt er anscheinend nicht überzeitlich und absolut. Falls Eck auf Luthers eingestreute Bemerkungen zu diesem Thema einging, konnte Luther so auf indirektem Weg seine Themen auf die Agenda der Disputation setzen.

## Positionen des Disputs

### Image der Teilnehmer

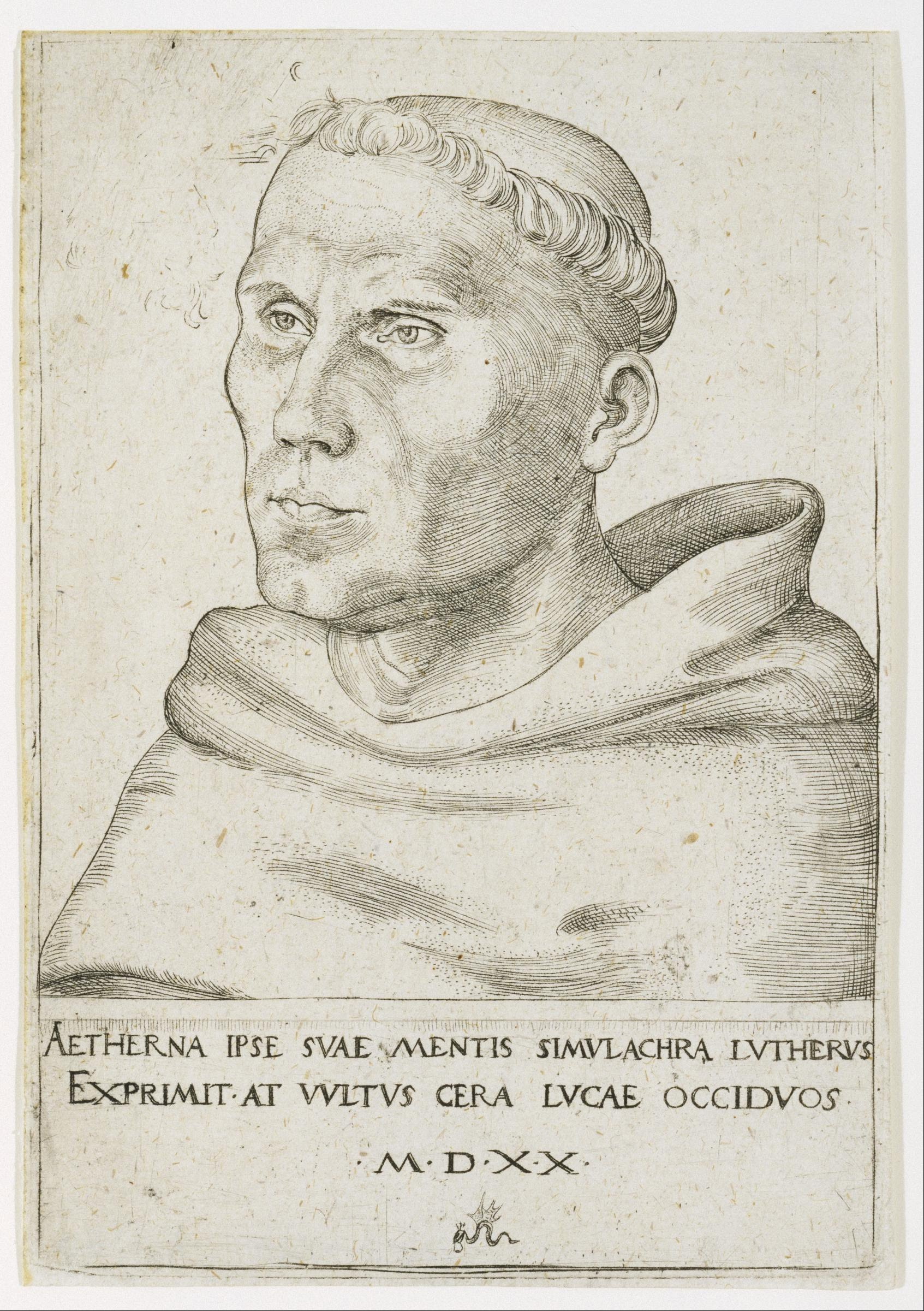
Martin Luther als Augustinereremit (Lucas Cranach d. Ä., 1520, Museum of Fine Arts, Houston).

Der Auftritt der Disputanten wurde vom Publikum verglichen. Es liegen mehrere Beschreibungen vor. Mosellanus beispielsweise schrieb, Luther sei mittelgroß und hager, höflich und freundlich, aber ein scharfer Polemiker. Karlstadt sei klein von Gestalt, habe eine dunkle Gesichtsfarbe, eine undeutliche Stimme und sei jähzornig. Eck dagegen sei auffallend groß und kräftig, ein guter Redner mit vortrefflichem Gedächtnis. Durch die schiere Menge an angeführten Zitaten und Argumenten, die oft nicht zum Thema gehörten, verwirre er seine Gegner.

### Eck gegen Karlstadt
Eck und Karlstadt disputierten über den freien Willen und sein Verhältnis sowohl zur göttlichen Gnade wie zu den guten Werken. Hier, zwischen Karlstadt und Eck, kamen also für Luther zentrale Themen zur Sprache, und Karlstadt trat an für die Verteidigung der Wittenberger Theologie. Dem Wittenberger Dekan fehlte das rednerische Talent, er zitierte umständlich aus den mitgebrachten Büchern. Eck beantragte mit Erfolg, seinem Gegner dies zu verbieten. So konnte er seinen Vorteil im freien Disputieren ausspielen. Argumentativ war Eck in der schwierigeren Position, denn er vertrat die Kooperation des menschlichen Willens mit der göttlichen Gnade, wobei es den Anschein des Pelagianismus zu vermeiden galt. Es gelang Karlstadt aber nicht, die Schwächen von Ecks Argumentation für sich zu nutzen.
Im Einzelnen:
- Eck vertrat die Meinung, der freie Wille des Menschen sei kooperationsfähig mit der Gnade Gottes. Er hielt diese Position aber nicht durch und behauptete zeitweilig auch, der freie Wille sei angewiesen auf die Gnade. Karlstadt gelang es nicht, Eck zu stellen.
- Die nächste Runde ging klar an Eck: Karlstadt versagte bei der Unterscheidung von primären und sekundären Ursachen des guten Handelns.
- Im abschließenden Gesprächsgang konnte Karlstadt Eck mit dem Thema Gnade als Voraussetzung guten Handelns in Bedrängnis bringen. Um nicht als pelagianischer Ketzer zu erscheinen, lenkte Eck ein. Dabei verwirrte er Karlstadt aber durch feine Differenzierungen in der Gnadenlehre, so dass Karlstadt seine stärkere Position letztlich nicht nutzen konnte.

Karlstadt machte bei der Disputation einen etwas derangierten Eindruck. Er hatte mit seinem Reisewagen bei der Ankunft in Leipzig einen Unfall gehabt, war gestürzt und hatte sich dabei verletzt; dies beeinträchtigte ihn anscheinend. Trotzdem, so der evangelische Kirchenhistoriker Martin Brecht, sei Karlstadts Auftritt kein Desaster gewesen, Eck kein klarer Sieger. Eck selbst habe Karlstadt im Verlauf der Gespräche signalisiert, dass man sich über die strittigen Fragen verständigen könne. Obwohl die Initiative zur Disputation von ihm ausgegangen war und er an der Universität eine höhere Position hatte als Luther, musste Karlstadt erfahren, dass das öffentliche Interesse Luther galt und auch Eck es offenbar darauf abgesehen hatte, sich mit Luther zu messen.

### Eck gegen Luther
Der Schlagabtausch zwischen Eck und Luther gilt als Höhepunkt der Leipziger Disputation. Angesichts der komplizierten Gesprächsführung werden die von Eck und Luther immer wieder aufgenommenen Themen von Kirchenhistorikern häufig nicht chronologisch, sondern nach Sachgesichtspunkten geordnet dargestellt. Der evangelische Kirchenhistoriker Kurt-Victor Selge etwa sieht folgende Themenkomplexe:
- Wie verhalten sich die Bibel und die Schriften der wichtigsten Theologen der ersten christlichen Jahrhunderte (Kirchenväter) zueinander? Wie ist die Bibel auszulegen?
- Was ist die Tradition der Kirchenväter in der Frage der päpstlichen Oberhoheit (Primat)?
- Worin besteht die Autorität von Papst und Konzil?
- Was ist die autoritative Tradition in der Kirchengeschichte, welche Traditionen sind illegitim?
- Gibt es politisch-rationale Gesichtspunkte bei der Kirchenverfassung?

Der evangelische Kirchenhistoriker Anselm Schubert gibt zu bedenken, dass die „Spitzensätze“ beider Redner auch Elemente der jeweiligen Strategie waren, mit der man den Kontrahenten in eine bestimmte Richtung lenken wollte. Außerdem zwang das Regelwerk dazu, alle Argumente der Gegenseite in der Art eines Pflichtprogramms abzuarbeiten. Er sieht den reformationsgeschichtlich interessantesten Aspekt dieses Rededuells deshalb nicht im Austausch der Argumente, sondern in einer Eskalation, die am vorgesehenen Abschlusstag eintrat: Als Respondent hatte Luther den Vorteil, dass das letzte Wort ihm gehören sollte. Eck griff zu dem üblichen, aber regelwidrigen Mittel, dem Kontrahenten das Schlusswort zu verwehren: er redete drei Stunden lang ununterbrochen. Es wurde darüber Abend, und Luther blieb am Ende nur, höflich zu bedauern, dass ihm die Zeit für eine Antwort fehle. Wenn das der Abschluss der Disputation gewesen wäre, wäre Eck nach den Regeln Sieger gewesen, da Luther die zuletzt vorgebrachten Argumente Ecks nach dem Protokoll nicht mehr widerlegt hätte. Der kursächsische Rat von der Planitz legte daraufhin beim Herzog Widerspruch ein, und die Disputation wurde um zwei Tage verlängert. Am nächsten Morgen präsentierte Luther seine Widerlegungen auf Ecks zuletzt vorgebrachte Argumente. Er hielt aber nicht nur sein Schlusswort, sondern wandte sich mit wenigen Sätzen auf Deutsch an das Publikum. Er erklärte, dass er die Oberhoheit der römischen Kirche und den ihr zustehenden Gehorsam nicht anfechte, sondern nur ihre Herleitung aus göttlichem Recht. Diese knappe Rede war nach Schubert der Höhepunkt der Veranstaltung. Luther wandte sich an die Öffentlichkeit anstatt an den Kontrahenten und die ausrichtende Fakultät. Er wechselte vom Lateinischen zum Deutschen und machte dadurch offensichtlich, dass er den akademischen Rahmen verließ. Dass die Öffentlichkeit sich eine Meinung bilden und die Argumente beurteilen sollte, sei völlig neuartig gewesen. Dieser eklatante Regelverstoß Luthers habe ein starkes Echo gefunden.

#### Biblische Begründung des Papstamtes
Ab dem 4. Juli wurde über den Primat diskutiert. Es war Eck, der Luther den Gang der Diskussion vorgab. Seine Oppositionsthese, das Material für die ganze folgende Primatsdiskussion, lautete: „Die Alleinherrschaft und die Oberherrschaft in der Kirche ist aus göttlichem Recht heraus und durch Christus eingesetzt, weshalb der Text der Heiligen Schrift und die allgemeine Geschichtsauffassung dieser nicht widersprechen.“
Ecks Argumentation lag folgendes Kirchenverständnis zugrunde:
- Christus ist das Haupt der himmlischen, siegreichen Kirche (ecclesia triumphans);
- der Papst ist das Haupt der irdischen, kämpfenden Kirche (ecclesia militans).

In mehreren Gesprächsgängen steuerte Eck auf die Frage zu, wer die höchste Autorität in der Kirche besitze: der Papst, das Konzil oder wer sonst? Er war bereit, seine Argumente überwiegend aus der Bibel und den Schriften der Kirchenväter zu nehmen. Damit kam er Luther entgegen. Die Scholastik war in dieser Diskussion von untergeordneter Bedeutung. Eck konnte für seine Position, dass der Nachfolger Petri aufgrund göttlichen Rechts der Monarch der Kirche sei, mit dem Neuen Testament argumentieren. In den Evangelien hat Simon Petrus eine Sonderstellung unter den Jüngern. Luther stützte sich zur Relativierung der von Eck angeführten Bibelstellen auf die Autorität des Paulus: Christus sei das Haupt der Kirche. Eck las die Bibel grundsätzlich mit den Interpretationen der Kirchenväter, während Luther bereit war, nur mit der Bibel gegen die Kirchenväter zu argumentieren. Der katholische Kirchenhistoriker Heribert Smolinsky fasst zusammen: „Die Frage nach dem Primat erschien als ein Problem der Schriftauslegung, wie die unterschiedlichen Interpretationen von Mt 16,18  und Joh 21,17  durch Luther und Eck zeigten.“ Volker Leppin weist darauf hin, dass Eck und Luther eine gemeinsame Basis teilten, beide bejahten die Autorität der Bibel und der Kirchenväter. Luther tendiere aber dazu, den Gegensatz zwischen Bibel und kirchlicher Lehre scharf wahrzunehmen (Differenzmodell), während Eck versuche, beide zu vereinbaren (Harmoniemodell).

#### Rang der Päpste in den ersten christlichen Jahrhunderten
Für die Diskussion über das Papstamt im Laufe der Kirchengeschichte hatte sich Luther besonders präpariert. Er vertrat einen Ehrenvorrang des Bischofs von Rom, aber die Selbständigkeit der östlichen Kirchen sei eine historische Tatsache. Die ekklesiologische Wirklichkeit der Ostkirchen stehe gegen den Primatsanspruch der römischen Kirche. Hier nutzte Luther seine kirchengeschichtlichen Studien, die er vor der Disputation getrieben hatte. Sein Maßstab war die Praxis der Alten Kirche:
1. Die alexandrinische und die römische Stadtkirche waren jeweils für die umgebenden Gebiete zuständig.
2. Der Bischof von Jerusalem hatte einen Ehrenprimat über die gesamte Kirche. Luther erklärte, so Leif Grane, „dass alle Gespräche über den Ursprung uns nicht nach Rom führen, sondern nach Jerusalem, zu der Mutter aller Kirchen (matrix omnium ecclesiarum)“.[77]
3. Die griechischen Bischöfe wurden nicht von Rom bestätigt.

Eck gestand letzteres für die Alte Kirche zu, meinte aber, dass der Papst die Oberhoheit über alle Priester gehabt habe. Die Argumentation mit der griechischen Kirche gebe für das Thema aber nichts her, denn die Orthodoxen seien als Schismatiker und Häretiker von der römischen Kirche abgefallen. Damit befanden sie sich für Eck außerhalb des Christentums, während für Luther der Kirchencharakter der Ostkirche auch nach dem Schisma selbstverständlich fortbestand.
Gegen Luthers Berufung auf die ungeteilte Kirche des ersten Jahrtausends hatte Eck „einen schweren Stand“, so der katholische Kirchenhistoriker Franz Xaver Bischof. Ob Eck das klar war, müsse aber offen bleiben. Jedenfalls verlagerte Eck die Diskussion auf die jüngere Kirchengeschichte. Er gebrauchte die Assoziationen, die bei dem Wort Schisma mitschwingen, um von der griechischen Kirche auf die böhmische Kirche überzuleiten.

#### Verurteilung von Hus auf dem Konstanzer Konzil

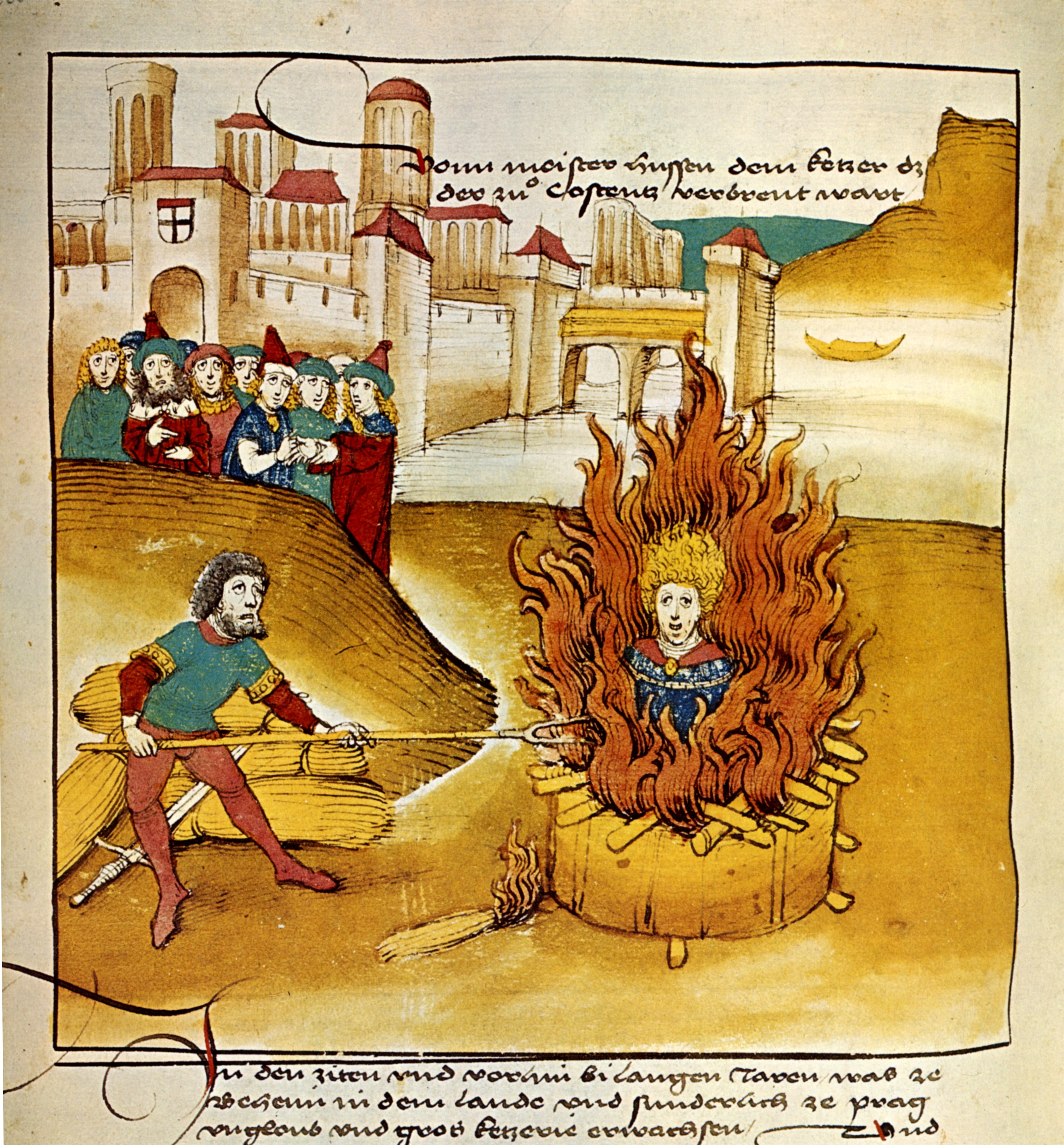
Hinrichtung des Jan Hus auf dem Konstanzer Konzil (Spiezer Chronik, 1485)

Eck begründete seine Sicht des Papstamtes mit der Bulle Unam sanctam (1302), in der die Heilsnotwendigkeit des päpstlichen Primats in pointierter Form gelehrt wurde. Er betonte, dass John Wyclif und Jan Hus aufgrund ihrer Kritik an dieser Bulle als Ketzer verurteilt worden seien. Am Vormittag des 5. Juli legte Eck Luther einige Sätze von Hus vor, die das Konstanzer Konzil im Jahr 1415 verdammt hatte, darunter auch dieser: „Petrus ist und war nicht das Haupt der heiligen katholischen Kirche.“ Luther erklärte, dass nicht alle damals verurteilten Sätze des Hus häretisch seien. Einige davon seien sogar ganz christlich und evangelisch. (Herzog Georg empörte das so, dass er fluchend aufsprang.)
Schubert meint, Luther habe aus dem bisherigen Diskussionsverlauf erkannt, dass Eck nicht auf das als Köder ausgeworfene Thema der griechischen Kirche einging. Stattdessen provozierte Eck mit der Ketzerthematik und wartete darauf, dass Luther einen Fehler machte. In dieser Situation habe Luther ein riskantes taktisches Manöver vollzogen und Ecks Hussitenvorwurf mit seinem eigenen Argument der griechischen Kirche verknüpft: Hus sei für den Satz verurteilt worden, dass es nicht heilsnotwendig sei zu glauben, dass die römische Kirche höher als die anderen Kirchen sei. Die Heiligen der griechischen Kirche hätten das aber auch nicht geglaubt. Um nach den geltenden Spielregeln dieses Argument bringen zu können, musste Luther einen für ketzerisch erklärten Satz des Hus bekräftigen („certum“). Damit begab er sich aus dem Sicherheitsbereich heraus, der mit der protestatio am Beginn abgesteckt worden war.

#### Irrtumsfähigkeit von Konzilien
Eck, der auf eine derartige Äußerung seines Kontrahenten hingearbeitet hatte, war sich über die Konsequenzen klarer als Luther selbst. Wie ein unerfahrener Koch vermische Luther, was niemals zusammengemengt werden dürfe: Heiligkeit und Häresie. Während Luther inhaltlich über die verurteilten Sätze diskutieren wollte, reichte für Eck die bloße Tatsache, dass das Konzil sie für häretisch erklärt hatte. Eck trat nun als Verteidiger des Konstanzer Konzils auf. Luther wollte eigentlich an der Autorität von Konzilsentscheidungen festhalten, wurde aber durch Ecks geschickte Argumentation genötigt, ihre Irrtumsfähigkeit zuzugeben. Thomas Kaufmann beurteilt diese kritische Phase der Disputation so: „Mit der Affirmation irgendeines verurteilten Artikels war für Eck eo ipso der Sachverhalt der Ketzerei gegeben; dass Luther unter den ‚verdammenswürdigen Irrtümern‘ Hussens christliche Aussagen finden zu können meinte, interpretierte er logisch zwingend als Infragestellung der Autorität der Konzilien. Diese formale Kriteriologie reichte nach Eck für den Nachweis der Ketzerei Luthers aus.“
Für Luther war die Disputation ab jetzt persönlich gefährlich geworden. Er war nicht mehr durch die protestatio gedeckt und musste den Ketzervorwurf auf jeden Fall abwehren, denn der konnte jenseits der akademischen Veranstaltung Konsequenzen haben. Diese defensive Strategie bestimmte Luthers weitere Argumentation zum Thema Konzilien. Dafür, dass Konzilien irrtumsfähig seien, konnte Luther mit Panormitanus eine anerkannte Autorität zitieren. Allerdings, so Franz Xaver Bischof, bewegte sich Luther auch hier schon in einem Grenzbereich: „Zu behaupten, dass ein bestimmtes Konzil faktisch geirrt habe und nicht nur hypothetisch zu behaupten, dass ein Konzil irren könne, war ein Novum…“ Nicht mehr von Panormitanus gedeckt war Luthers Formulierung, das Konzil sei ein „Geschöpf des Wortes“ (creatura verbi), das heißt, eine historisch gewachsene Institution, die der Autorität der Heiligen Schrift unter- und nachgeordnet sei. Luther präzisierte dann aber, dass weder ein ganzes Konzil noch die Kirche insgesamt in Glaubensfragen geirrt habe. Für Eck dagegen war undenkbar, dass ein rechtmäßiges Konzil auch nur in einer Einzelentscheidung irren könne. Alles, was ein rechtmäßig versammeltes Konzil festgesetzt habe, sei ganz gewiss, da der Heilige Geist dabei anwesend gewesen sei.
Rückblickend hat Luther später Eck als „Sieger“ der Leipziger Disputation bezeichnet, denn dieser hatte ihn gezwungen, Konsequenzen aus seinen bisherigen Aussagen zu ziehen, die er von sich aus noch nicht hatte ziehen wollen.

#### Autorität der Bibel
Der weitere Verlauf der Disputation zwischen Eck und Luther hatte nicht die gleiche Intensität. Ab dem 8. Juli wurde über das Fegefeuer diskutiert, am 11. Juli stand der Ablass auf der Agenda, und an den beiden letzten Tagen ging es um das Thema Buße. Bei der Diskussion über das Fegefeuer unterschied Luther erstmals zwischen kanonischen biblischen Büchern und Apokryphen; das Fegefeuer wurde nämlich mit der Belegstelle 2 Makk 12,45  begründet. Luther vertrat hier die Ansicht, dass nicht alle biblischen Sätze gleich wichtig seien, sondern in ihrer Bedeutung von der Mitte der Schrift her gewichtet werden sollten. Er lehnte es ab, Lehrartikel aus den Apokryphen zu begründen. Eck erwiderte, dass die Makkabäerbücher zwar nicht zum hebräischen Kanon gehörten, aber die Kirche habe sie in ihren Kanon aufgenommen. Luther hielt dagegen, dass die Kirche keinem Buch mehr Autorität verleihen könne, als dieses von sich aus besitze.

## Urteil der Universitäten Erfurt und Paris
Vereinbarungsgemäß hätten nun die Theologen und Kanonisten der Universitäten Erfurt und Paris nach Prüfung der Akten gemeinsam einen der Disputanten zum Sieger erklären sollen. Im Oktober hörte Luther gerüchteweise, die Erfurter würden sich für Eck entscheiden. Er kündigte an, dass er sich auf Deutsch und Lateinisch gegen seine Verurteilung zur Wehr setzen würde. Luther versuchte also, so Brecht, durch Einschüchterung ein akademisches Urteil zu verhindern. Am 29. Dezember 1519 gaben die Erfurter Theologen aber bekannt, aus formalen Gründen kein Urteil abgeben zu können. Nach Einschätzung von Brecht hatte Luthers Parteigänger Johann Lang sich für dieses Votum in Erfurt eingesetzt. Damit war auch das Veröffentlichungsverbot für die Texte der Disputation hinfällig, und Lang sorgte dafür, dass sie in Erfurt gedruckt wurden.
Sowohl Johannes Eck als auch Georg von Sachsen versuchten weiterhin, von der Pariser Universität ohne die Erfurter einen Urteilsspruch zu erhalten. Am 4. Oktober wurden die Akten mit dem offiziellen Antrag an die Sorbonne übersandt. Im Dezember trat dort eine Kommission zusammen; jedes der 24 Mitglieder sollte ein Exemplar der Akten erhalten, die Druckkosten sollte Herzog Georg tragen. Einen Urteilsspruch zur Leipziger Disputation gab Paris nicht ab, allerdings erfolgte im April 1521 eine Verurteilung der Schriften Luthers.

## Öffentliche Meinungsbildung

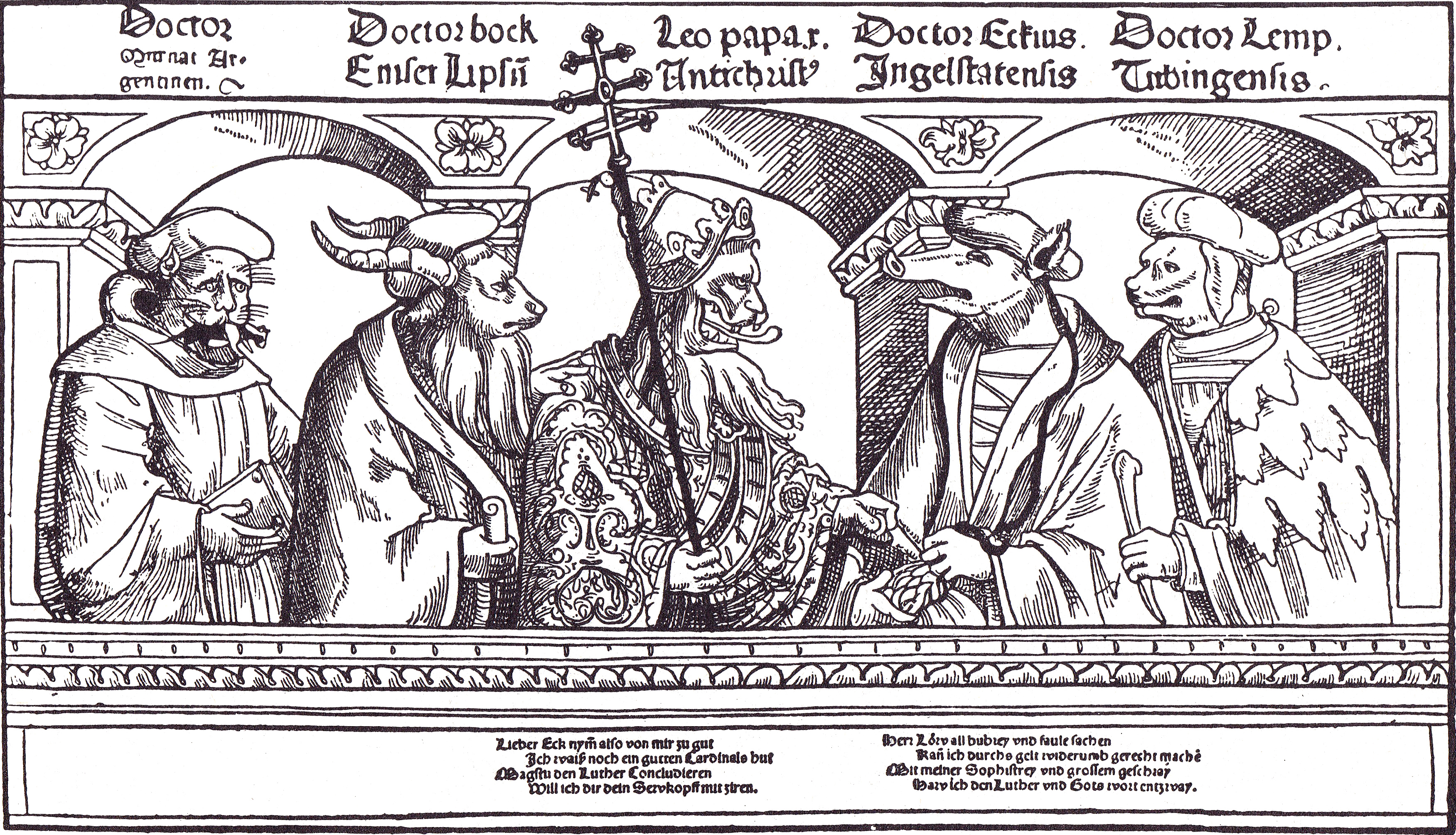
Polemisches Flugblatt aus der Zeit von Luthers Ketzerprozess. In der Mitte Papst Leo X. als Antichrist. Die Gegner Luthers tragen Tiermasken, darunter Emser als Bock und Eck als „Dr. Sau“

Nach der Disputation kam ein Meinungsbildungsprozess in Gang, der zugunsten Luthers ausfiel und ihm vor allem unter Humanisten Sympathien eintrug. Zwar gab es ein Verbot, die offiziellen Protokolle vor dem Entscheid der Universitäten Erfurt und Paris zu veröffentlichen. Doch dieses wurde „durch andere, sich als authentisch gerierende Verlaufsdokumentationen publizistisch wirkungsvoll unterlaufen.“ Im Effekt, so Kaufmann, wurde das Ereignis der Disputation durch die davor und danach stattfindende Publizistik geradezu degradiert.
Die Disputanten meldeten sich bald nach der Leipziger Disputation mit eigenen Publikationen zu Wort. Zwischen Karlstadt und Eck entwickelte sich eine literarische Fehde, die zum Austausch von Beleidigungen geriet und sachlich ohne Interesse war. Luther veröffentlichte „Erklärungen“ (Resolutiones) zu seinen Leipziger Thesen, Eck antwortete am 2. September 1519 mit einer „Reinigung“ (Expurgatio … adversus criminationes F. Martini Lutter), worin er versicherte, dass die Sorge um die Kirche ihn motiviere. Luther reagierte mit einem offenen Brief vom 7. November 1519. Darin erklärte er Eck zum Heuchler, nicht zuletzt weil er in der Disputation mit Karlstadt überführt worden sei, die pelagianische Irrlehre zu vertreten und nun weiter daran festhalte.
Aus dem Leipziger Publikum gab es Berichte und Stellungnahmen unterschiedlicher Qualität. Der Mediziner Heinrich Stromer und der Jurist Simon Pistoris, die Luther nahestanden, meinten, dieser sei als Sieger aus der Disputation hervorgegangen. Petrus Mosellanus hielt die Disputation für gescheitert. Die Leipziger Fakultät stellte Eck ein sehr gutes Zeugnis aus, und ebenfalls lobend äußerten sich Johannes Cellarius und Johannes Rubius über Ecks Auftritt. Rubius, ein von Wittenberg nach Leipzig gewechselter Student, verfasste seine Schrift in schlechtem Latein (es folgte eine weitere auf Deutsch, ebenfalls mit starken Mängeln) und veranlasste den Wittenberger Johannes Eisermann zu einer satirischen Antwort unter dem Pseudonym Nemo; Cellarius reagierte verärgert (als Nullus) und erwähnte, dass man sich seitens der Universität Leipzig bemühte, die als peinlich empfundenen Schriften des Rubius aus dem Verkehr zu ziehen.
Melanchthon verfasste einen sich unparteiisch gebenden Bericht (Epistola de Lipsica Disputatione), den er an Johannes Oekolampad in Augsburg schickte und der bald auch gedruckt erschien. Er kritisierte Ecks Disputationsstil und rühmte Luthers Bildung und Beredsamkeit. Das Werk schloss mit einer Liebeserklärung für Luthers „wahren und reinen christlichen Geist“. Eck veröffentlichte eine Gegendarstellung, in der er Melanchthon als theologisch inkompetenten „Grammatiker“ disqualifizierte. Dieser Vorwurf traf Melanchthon nicht und wirkte sich eher zu Gunsten Melanchthons und damit auch Luthers aus.
Einen in dem aufgeheizten Klima ungewöhnlichen Weg schlug der Leipziger Professor Hieronymus Dungersheim ein, der im Oktober 1519 einen Briefwechsel mit Luther begann. Er versuchte, Luther durch Sachargumente davon zu überzeugen, dass bereits das Konzil von Nicäa den römischen Primat anerkannt habe. Dabei stützte er sich auf einen Text aus den Pseudoisidorischen Dekretalen, einer Sammlung kirchenrechtlicher Fälschungen des Frühmittelalters. Luther antwortete ablehnend, er wisse, wo das geschrieben stehe. Er zeigte wenig Interesse am Austausch mit Dungersheim und beendete den Briefwechsel im Sommer 1520 in schroffer Form.
Der Dresdner Hoftheologe Hieronymus Emser verfasste für Johannes Zack, Administrator des Erzbistums Prag und Probst von Leitmeritz, einen Bericht über die Leipziger Ereignisse. Es war eine Art Gutachten, da der Empfänger ein besonderes Interesse an Luthers Haltung zu den Konflikten in Böhmen haben musste. Er stellte klar, dass Luther sich nicht mit den Hussiten identifiziert, sondern nur gütliche Gespräche mit ihnen gefordert habe. Luther hätte auf dieses relativ moderate Votum sachlich reagieren können. Aber er überzog Emser, den er wegen seines Wappens als „Steinbock“ bzw. „Bock“ titulierte, mit heftiger Polemik. Auch Eck trat auf Seiten Emsers in diese literarische Fehde ein.
Der Nürnberger Ratsschreiber Lazarus Spengler verfasste 1519 als Reaktion auf die Leipziger Disputation eine volkssprachliche Verteidigung Luthers (Schutzred und christenliche Antwort ains erbarn liebhabers goetlicher wahrhait der hailigen geschrifft), die nach Einschätzung von Thomas Kaufmann gerade durch ihre Anonymität wirkte: Der Autor beanspruche, einen Platz jenseits des Gelehrtenstreits einzunehmen, er äußere sich besorgt zu Fragen, die alle Christen angingen. Der Anonymus repräsentiere gleichsam die öffentliche Meinung. Spengler war in Leipzig nicht unter den Zuhörern gewesen. Als Humanist und theologischer Autodidakt hatte er aber sämtliche Veröffentlichungen Luthers studiert. Die „Schutzrede“ bezeichnet die Bibel, Gottes Wort, als jedermann zugängliche Norm des christlichen Lebens, und Luther sei es, der sie gegen Menschenworte seiner Gegner zur Geltung bringe.
Mit der anonymen Satire „Der enteckte Eck“ (Eccius dedolatus) wurde Eck in humanistischen Kreisen lächerlich gemacht. Neben Eck selbst und fiktiven Personen kam auch der Leipziger Rubius als Ecks ergebener Freund darin vor. Das Werk, hinter dem Willibald Pirckheimer als Hauptautor vermutet wird, zirkulierte zuerst als Manuskript im Netzwerk der Sodalitäten, bevor es im Frühsommer 1520 gedruckt wurde.

## Nachwirkungen

### Melanchthon
Melanchthon sah nach der Leipziger Disputation die Notwendigkeit, die Autorität der Bibel (Sola scriptura) klarer zu fassen – da ja die Autorität von Papst und Konzilien relativiert worden war. Am 9. September 1519 legte er folgende Bakkalaureatsthese zur Diskussion vor: „Für einen Katholiken ist es nicht notwendig, über die Dinge hinaus, die ihm durch die Schrift bezeugt werden, noch andere zu glauben“. Melanchthon war Luther voraus und zog diesen mit. Luther formulierte entsprechende Thesen erst 1520 in seiner Programmschrift Von der babylonischen Gefangenschaft der Kirche.

### Luther

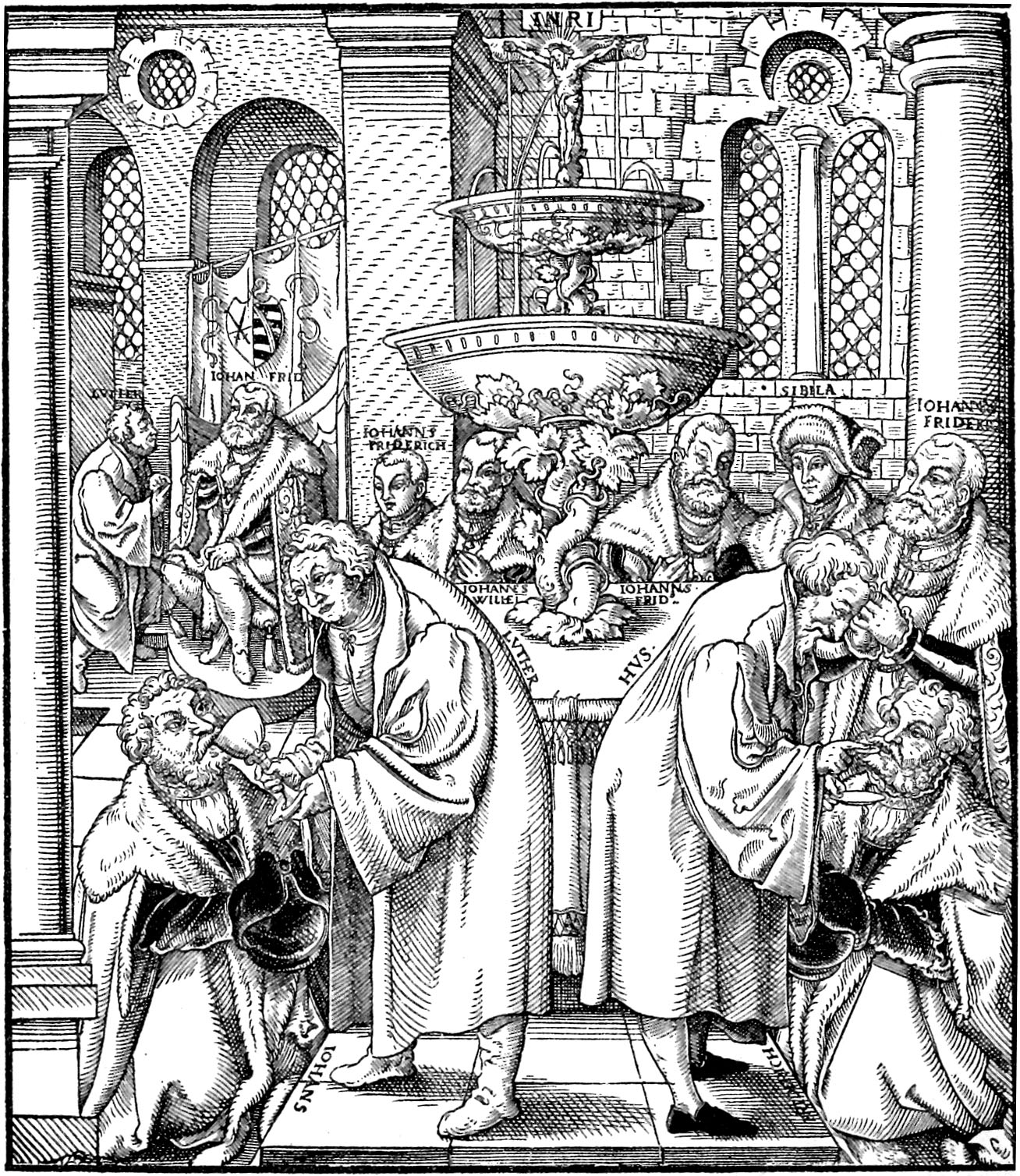
Spendung des Abendmahls als Allegorie auf die Reformation: Luther und Hus teilen Hostien und Wein an Mitglieder der sächsischen Fürstenfamilie aus (Meister von Sachsen, um 1551/75, Germanisches Nationalmuseum Nürnberg)

Im Nachhinein konnte Luther Ecks Manöver, mit dem er ihn zu einer Sympathieerklärung für die Hussiten gedrängt hatte, in einen publizistischen Erfolg für seine Sache ummünzen. Denn die Wittenberger gingen offensiv mit Ecks Ketzereibeschuldigung um. Sie verließen sich darauf, so Thomas Kaufmann, „dass das Image der Hussiten außerhalb der Schultheologie keineswegs so negativ war, wie Häresiologen vom Schlage Tetzels oder Ecks vorausgesetzt hatten.“ Besonders wichtig war die politische Rückendeckung durch den kursächsischen Hof. Er stellte sich zu den Vorwürfen, Luther vertrete die hussitische Ketzerei, demonstrativ uninteressiert.
Am Rande der Leipziger Veranstaltung hatte es ein Gespräch Luthers mit dem böhmischen Orgelbauer Jakubek gegeben. Luther hatte dabei geäußert, er würde Hus gern durch die Lektüre seiner eigenen Schriften kennenlernen. Wenzel von Roždalowsky, Probst am Kaiser-Karl-Kolleg in Prag, wurde von Jakubek informiert und sandte Luther umgehend ein Exemplar von Hus’ Hauptwerk Über die Kirche (De ecclesia). Jan Poduška, Priester an der Prager Teynkirche, schrieb Luther, es gäbe in Böhmen viele, die für ihn beteten. Zum Jahresende 1519 und Anfang 1520 identifizierte sich Luther mit Hus. Er äußerte gegenüber Spalatin: „Wir sind alle unwissend Hussiten“. Ähnlichkeiten bestanden in der Kirchenauffassung und der Frage des Laienkelchs. Aber Luther fühlte sich Anfang 1520 vor allem mit dem Märtyrer Hus verbunden. Im Oktober 1520 machte er seine Sympathien für Hus auch öffentlich bekannt; in der Schrift Von den neuen Eckischen Bullen und Lügen erklärte er, nicht einige, sondern alle Sätze des Jan Hus, die in Konstanz verdammt worden waren, seien christlich und wahr. Er hoffe, dass Gott auch ihn, Luther, würdigen würde, für diese Artikel den Märtyrertod zu sterben. Im weiteren Fortgang der Reformation wurde Hus immer mehr zu Luthers Vorläufer stilisiert, auch von Luther selbst. Die historische Kontinuitätslinie von Hus zu Luther hatte Eck im Vorfeld der Leipziger Disputation und dann auf dem Höhepunkt dieser Veranstaltung konstruiert. Aber Luther machte sie sich zu eigen und baute sie weiter aus. Diese Kontinuitätskonstruktion wurde „zu einem integralen und essentiellen Bestandteil der historisch-geschichtstheologischen Selbstdeutung des lutherischen Protestantismus,“ so Kaufmann. Böhmische Brüder und Utraquisten bewahrten unter Luthers Einfluss ihre hussitische Tradition.
Während er sich in die Kirchengeschichte vertiefte, begann Luther die Befürchtung umzutreiben, dass der Papst der Antichrist sei. Dass diese in der Bibel prophezeite Gestalt sich an die Spitze der Christenheit gesetzt hatte, konnte nur bedeuten, dass das Ende der Welt nahe war. Bei der Leipziger Disputation spielte dieses Thema explizit noch keine Rolle. Es beschäftigte Luther aber zunehmend. Der Reformator entwickelte ein apokalyptisches Geschichtsbild.

### Eck
Bereits kurz nach dem Ende der Disputation schrieb Eck an Luthers Landesherrn Friedrich den Weisen. Er informierte ihn aus seiner Sicht über Luthers Lehre und verband das mit dem Appell, politisch gegen ihn vorzugehen. Karlstadt und Luther mussten zu diesen Vorwürfen Stellung nehmen. Sie warfen Eck Hinterlist vor und erklärten, es gehe nur um Meinungsverschiedenheiten in Fragen von Ablass, Fegefeuer und Papsttum; einzig bei der Buße bestehe eine echte Differenz zwischen Eck und ihnen. Das sah Eck anders. Mit seinem Schreiben vom 8. November 1519 stellte er klar, dass er Beweise für Häresien habe. Eine Provinzialsynode solle Luthers Lehre untersuchen. Eck strebte also zu diesem Zeitpunkt Luthers Verurteilung auf regionaler Ebene an.
Im Herbst 1519 schrieb Eck außerdem an Papst Leo X. Er teilte ihm mit, dass er bei der Leipziger Disputation gesiegt habe und machte Vorschläge zum weiteren Vorgehen gegen Luthers hussitische Häresie. Er selbst wünschte als Inquisitor in Thüringen, Meißen und der Mark Brandenburg tätig zu werden. Eck verfasste drei Bücher vom Primat des Petrus (De primatu Petri) zur Widerlegung Luthers, die er Leo X. widmete und bei seiner Romreise im Frühjahr 1520 mitnahm. Er traf am 25. März dort ein und wurde in ehrenvoller Audienz empfangen. Der katholische Kirchenhistoriker Erwin Iserloh charakterisierte die Schrift De primatu Petri so: „In seiner Exegese trifft er den Literalsinn der Texte vielfach sachlich richtiger als Luther … [Aber:] Er häuft die Beweise, ohne sie zu gewichten, und bringt sich so um die publizistische Wirkung.“
Das Häresieverfahren gegen Luther trat 1520 in ein neues Stadium; nach der Kaiserwahl brauchte man keine Rücksichten mehr auf den sächsischen Kurfürsten zu nehmen. Aber bisher war man über Luthers Ansichten in Rom schlecht informiert. Eck konnte ein umfassendes Bild von dessen Positionen vermitteln. Daraufhin trat eine Kommission zur Formulierung einer Bannandrohungsbulle zusammen. Ihr gehörten die Kardinäle Pietro Accolti und Thomas Cajetan, der Theologieprofessor Johannes Hispanus und Eck selbst an. Am 2. Mai informierte Eck den Papst über den Stand der Beratungen. Die Bulle Exsurge Domine wurde am 24. Juli durch Anschlag an der Peterskirche sowie der päpstlichen Kanzlei auf dem Campo de’ Fiori veröffentlicht. Eck übernahm die Aufgabe, die Bulle als päpstlicher Nuntius in den sächsischen Bistümern, Kursachsen und Oberdeutschland bekanntzumachen.

### Zwingli
Der Schweizer Reformator Huldrych Zwingli betrachtete die Leipziger Disputation (und nicht etwa den Thesenanschlag) als Beginn der Reformation. Er steht damit für eine größere Zahl humanistisch geprägter Theologen, die sich nach diesem Ereignis Luther zuwandten. Faszinierend war für diese Zeitgenossen, dass Luther sowohl das Papstamt als auch die Konzilien in ihrer Autorität relativierte und die Bibel als einzige Autorität gelten ließ.

## Forschungsgeschichte

### Text der Disputation
Der lateinische Text der gesamten Disputation wurde von Valentin Ernst Löscher 1729 herausgegeben (Vollständige Reformations-Acta und Documenta, Band 3). Löscher gab an, dabei einen Druck des offiziellen Protokolls aus dem Jahr 1519 genutzt zu haben sowie eine private Nachschrift; von diesem Manuskript machte er aber nur selten Gebrauch. Die Disputation zwischen Luther und Eck ist zwar in mehreren Ausgaben der Werke Luthers enthalten, jedoch gehen alle diese Editionen (darunter WA 2, 254–383) auf die gleichen Quellen zurück, die auch Löscher vorlagen.
Es soll über 30 Hörermitschriften gegeben haben. Eine, die Löscher als Manuskript vorlag, ist in der Bibliothek des Geschwister-Scholl-Gymnasiums Freiberg erhalten. Eine weitere private Mitschrift, die Otto Clemen 1930 edierte, befindet sich in der Stadtbibliothek Nürnberg. Der Text, den Löscher und andere für das offizielle Protokoll hielten, wurde 1519 in der Offizin von Matthes Maler zu Erfurt gedruckt. Johannes Lang war der Herausgeber – aber als Textgrundlage dienten nicht die notariellen Protokolle, sondern eine Hörermitschrift.
Die offiziellen Protokollhandschriften sind verschollen. Erhalten blieben mehrere Exemplare eines Drucks der Pariser Offizin von Jodocus Badius (Januar 1520), der sich auf das amtliche Protokoll stützte. Die Pariser Universität veranlasste diesen Druck, um ihr Urteil im Rededuell zwischen Eck und Luther abgeben zu können. Deshalb ist die Disputation zwischen Eck und Karlstadt darin nicht enthalten. Zwei Exemplare dieses sehr seltenen Drucks besitzt die Bibliothèque nationale in Paris, zwei die British Library und eines die Pitts Theological Library in Atlanta. Ein Exemplar befindet sich in der Bibliothek des Predigerseminars Wittenberg. Dort stieß Otto Seitz auf diesen Text, den er 1903 veröffentlichte.
Der 59. Band der Weimarer Ausgabe enthält eine textkritische Edition des im Dezember 1519 gedruckten, unautorisierten Protokolls unter dem Titel Disputatio inter Ioannem Eccium et Martinum Lutherum. In dieser Version erlangte der Text der Disputation nämlich unter den Zeitgenossen die größte Bekanntheit.

### Geschichtliche Rezeption
„Eck ging, wie er sich rühmte und Luther auch eingestand, als Sieger aus der Disputation vom Platz, während der Wittenberger Professor und sein Umfeld die mediale Öffentlichkeit – und die geschichtliche Rezeption! – beherrschten.“ (Franz Xaver Bischof) Dabei wurde das Thema trotz seiner Bedeutung für das evangelische Selbstverständnis relativ wenig behandelt; die einzige Monographie legte Johann Karl Seidemann schon 1843 vor. Kurt-Victor Selge erarbeitete den historischen Hintergrund der Disputation (1973 und 1975), was beispielsweise von Martin Brecht in seiner Luther-Biografie (1983) rezipiert wurde.
Im Folgenden werden drei Einordnungen der Disputation innerhalb der Reformationsgeschichte vorgestellt, die wegen ihrer breiten Bekanntheit als klassisch gelten können.

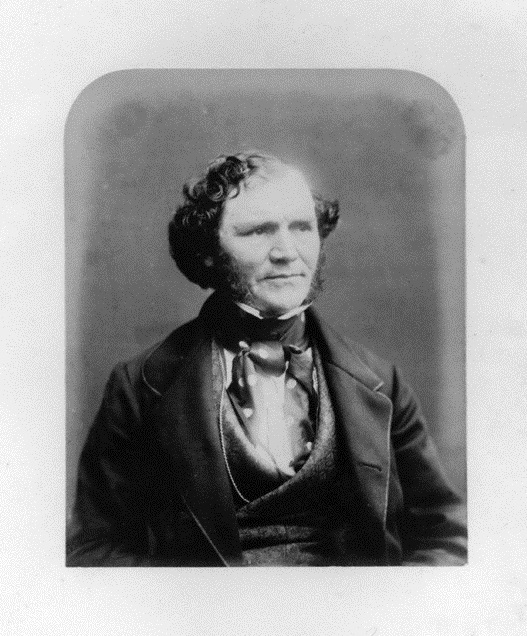
Leopold von Ranke, 1850er Jahre

Leopold von Rankes Deutsche Geschichte im Zeitalter der Reformation (Band 1: 1839) stand am Beginn moderner Reformationsgeschichtsschreibung. Das Werk wurde im 19. Jahrhundert auch wegen seiner ansprechenden literarischen Gestaltung breit rezipiert. Ranke wertet sehr stark: Eck profitiere als Gelehrter zwar von seiner umfassenden Ausbildung, seiner Intelligenz und seiner Gedächtnisleistung. Aber das alles diene ihm nur dazu, „um damit Aufsehn zu erregen, weiter zu kommen, sich ein genußvolles und vergnügtes Leben zu verschaffen.“ Damit bildet er den Gegensatz zum ernsten, tiefsinnigen Wahrheitssucher Luther. Das Rededuell der beiden deutschen „Bauernsöhne“ ist nach Ranke ein Wendepunkt der Geschichte, denn sie stehen für zwei alternative Weltanschauungen. „Von dem Ausgang ihres Kampfes, den Erfolgen des Einen im Angriff, des Andern im Widerstand, hieng großentheils der künftige Zustand der Kirche und des Staates ab.“ Nach Leipzig erkenne Luther die Autorität der römischen Kirche in Glaubensfragen nicht mehr an. Luther habe aus dieser Disputation wertvolle neue Ressourcen mitgenommen, nämlich Kenntnis der griechischen wie der böhmischen Kirche: „Alle Geister und Kräfte versammeln sich um ihn, welche je dem Papstthum den Krieg gemacht.“

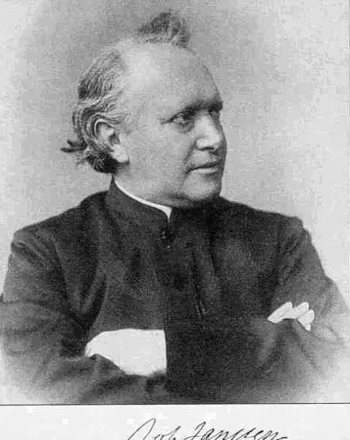
Johannes Janssen, um 1870

Die sehr materialreiche Geschichte des deutschen Volkes seit des Ausgang des Mittelalters von Johannes Janssen kam als Werk eines katholischen Historikers vor dem Hintergrund des Kulturkampfs zu einer gegenteiligen Bewertung der Charaktere: Eck sei eine im positiven Sinne „conservative Natur“ und zugleich aufgeschlossen für neue wissenschaftliche Entwicklungen, „ein Mann von ganz ungewöhnlicher Begabung und einer seltenen Frische und Beweglichkeit des Geistes.“ Luther dagegen halte seine Sache für die Sache Gottes, „alle seine Behauptungen erschienen ihm als ausgemachte Wahrheiten, von welchen er nie ablassen könne.“ Janssen fand Luthers Sicht von Papst und Kirche bereits in der Resolutio, die Luther zur Vorbereitung der Disputation veröffentlicht hatte. Die Leipziger Disputation habe für Luthers Entwicklung nichts Neues gebracht. Dementsprechend behandelte Janssen dieses Ereignis relativ knapp und verwies für die Einzelheiten immer wieder auf die Monographie von Seidemann. Janssen stellte heraus, dass die Disputation trotz des Verbots der kirchlichen Behörde und gegen den Widerstand der Leipziger Universität durchgeführt wurde, auf Betreiben Georgs von Sachsen: die weltliche Gewalt habe damit in kirchliche Angelegenheiten eingegriffen.
Karl Heussi formulierte in seinem Kompendium der Kirchengeschichte, einem aus konfessionell-lutherischer Perspektive verfassten Standardwerk: die Leipziger Disputation habe Luther „auf der betretenen Bahn ein gutes Stück vorwärts gedrängt“. Ein historischer Wendepunkt war sie also nicht. Die Kritik am Ablasswesen habe sich zum grundsätzlichen Widerspruch gegen die Papstkirche ausgeweitet. Luthers Bewegung und der Humanismus seien durch die Sympathien, die der Wittenberger nach der Disputation gewann, für einige Zeit fast ineinandergeflossen. Heussi verweist hier auf den modernen Wittenberger Universitätsbetrieb und Philipp Melanchthons Wirksamkeit an der Universität und als Mitarbeiter Luthers. Damit wird in der ersten Hälfte des 20. Jahrhunderts ein wissenschaftlicher Konsens festgestellt, was die Bedeutung der Disputation für Luther betrifft.
Dagegen brachte das 20. Jahrhundert eine besseres Verständnis des Theologen Johannes Eck, angestoßen durch Joseph Grevings Schrift Johann Eck als junger Gelehrter (Münster 1906). Erwin Iserloh schrieb 1981 ein Standardwerk, das Eck im Titel als Scholastiker, Humanist, Kontroverstheologe charakterisiert. Hätte von Ranke Recht, so wäre die Beschäftigung mit Eck als Theologen wenig fruchtbar, da er bei ihm nur eine Art Virtuosentum erkannte. Dies wird heute anders gesehen. Es ist bemerkenswert, dass katholische und evangelische Kirchenhistoriker auf der Tagung Luther und Eck, die im März 2017 in München stattfand, die Gemeinsamkeiten beider Protagonisten herausarbeiteten. Beide waren Professoren, Prediger, Polemiker, Bibelübersetzer, Reformer – und in ihrem Denken antijudaistisch geprägt. Der komparatistische Blick zeige, „wie beide auch ein scheinbar gemeinsames theologisches Rollenprofil ihrer Zeit bedienten“, so Franz Xaver Bischof und Harry Oelke im Vorwort des von ihnen herausgegebenen Tagungsbandes.

## Künstlerische Rezeption

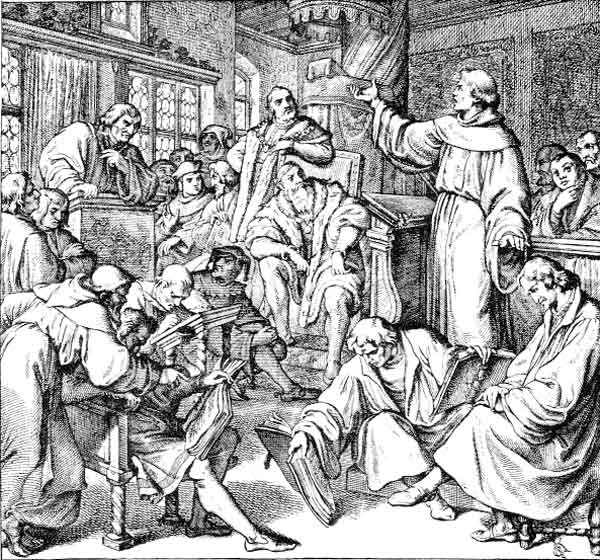
Leipziger Disputation, Radierung von Gustav König aus dem Zyklus zu Luthers Leben

Die Leipziger Disputation wurde mehrfach in Bilderzyklen zu Luthers Leben oder zur Geschichte der Reformation aufgenommen. Qualitativ herausragend war Gustav Königs Darstellung der Leipziger Disputation aus dem Zyklus seiner 1846 bis 1851 entstandenen, sehr populären Radierungen zu Luthers Leben. Denn König hatte historische Studien getrieben, so dass seine Wiedergabe des Themas auf der Höhe der damaligen Lutherforschung war. In den 1860er Jahren wurde die Leipziger Disputation zweimal zum Thema großformatiger Historiengemälde. Sowohl Julius Hübner als auch Carl Friedrich Lessing zitierten Königs Radierung. Die Auseinandersetzung mit König ist bei der Figur Melanchthons besonders deutlich. König platziert den Wittenberger Griechischprofessor auf einem Stuhl neben Luthers Katheder. Melanchthon wirkt introvertiert und passiv, weil König das im Blick auf Melanchthons Jugend passend erschien – historisch zutreffend ist es wohl kaum.
Das Publikum Hübners und Lessings erwartete einen Luther, der so aussah, wie man ihn von den Cranach-Bildern aus seinen späteren Lebensjahren kannte: ein breites Gesicht, eine füllige Gestalt, die mit positiven Werten wie Sicherheit, Standhaftigkeit, Autorität identifiziert wurde. Der historische Luther des Jahres 1519 war dagegen hager, wie Mosellanus schrieb und wie er auf Cranachs Porträt von 1520 zu sehen ist. Für die Künstler stellte sich die Frage, wie weit sie historische Korrektheit anstreben oder den Seherwartungen des Publikums entsprechen wollten.

### Julius Hübner

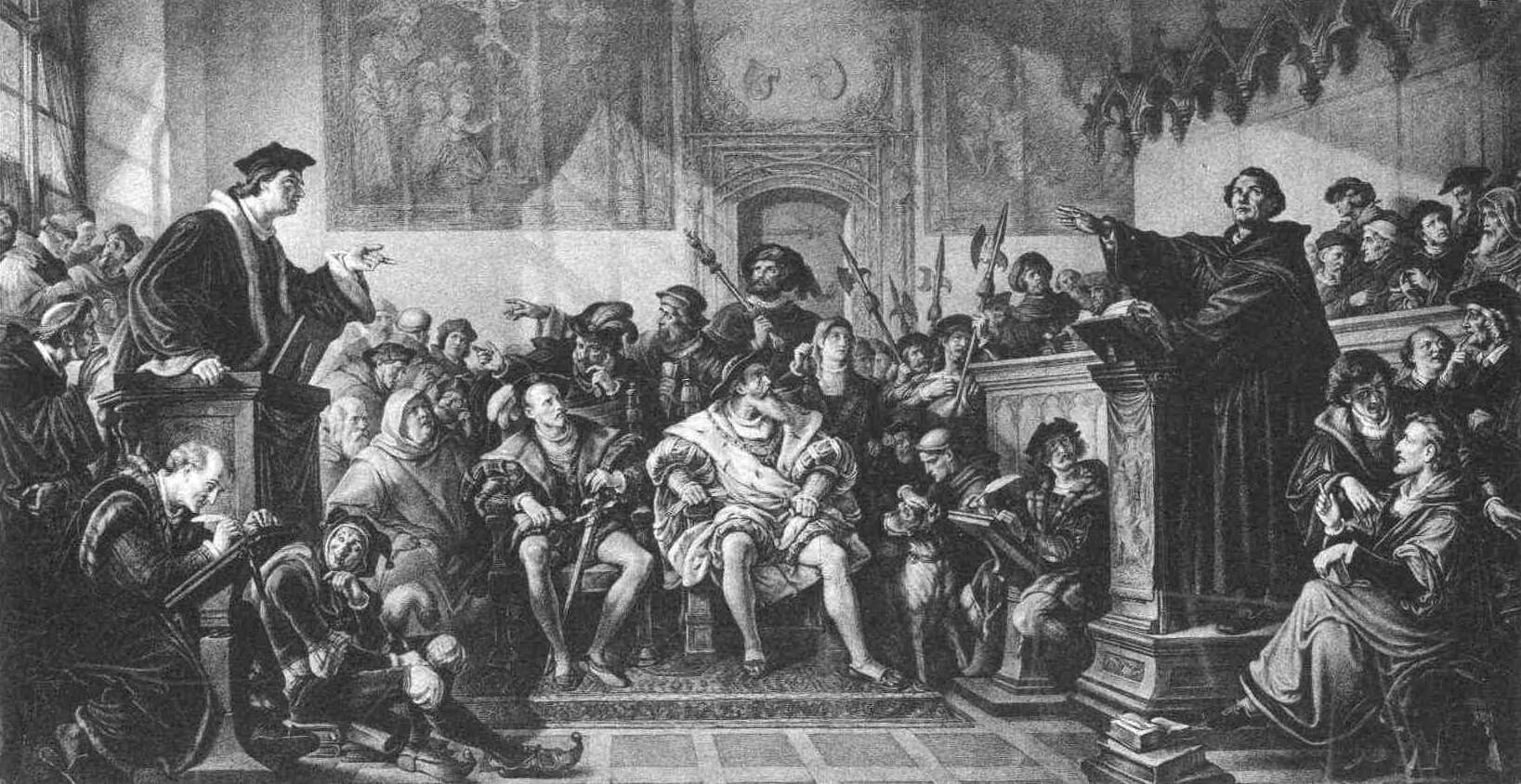
Die Disputation Martin Luthers mit Johannes Eck, Lichtdruck des 1945 zerstörten Gemäldes von Julius Hübner

Das Ölgemälde „Die Disputation Martin Luthers mit Johannes Eck“ von Julius Hübner entstand in den Jahren 1863 bis 1866. Es maß 328 × 617 cm, befand sich in der Galerie Neue Meister (Dresden) und ist Kriegsverlust. Erhalten blieb aber die Farbenskizze zum Gemälde (48,3 × 87,5 cm, 1864), welche sich in den Kunstsammlungen Weimar befindet. Eck (links) und Luther (rechts) stehen an ihren Kathedern einander gegenüber, daneben sitzt je ein mitschreibender Notar. Vor Luther sind die Wittenberger Theologen Karlstadt und Melanchthon zu erkennen. Zu Füßen Ecks kauert ein Narr. In der Bildmitte thront Herzog Georg von Sachsen, neben ihm der jugendliche Barnim von Pommern. Während letzterer interessiert, doch entspannt wirkt, drückt die Körpersprache Georgs von Sachsen starke Erregung aus. Sein Blick ist auf Luther gerichtet. Dieser hat die rechte Hand in abwehrender Geste gegen Eck ausgestreckt, der ihn mit Argumenten angreift, und blickt wie entrückt zum Himmel. Hübner hat sich insgesamt sehr um Realismus bemüht, verliert sich dabei auch in Details, aber bei der Darstellung Luthers geht er von diesem Grundsatz ab. Er zeigt den idealisierten Reformator in denkmalhafter Pose. Zwar trägt Luther sein schwarzes Ordensgewand, doch er dreht den Kopf gerade so, dass die Tonsur des Mönchs nicht zu sehen ist.

### Carl Friedrich Lessing

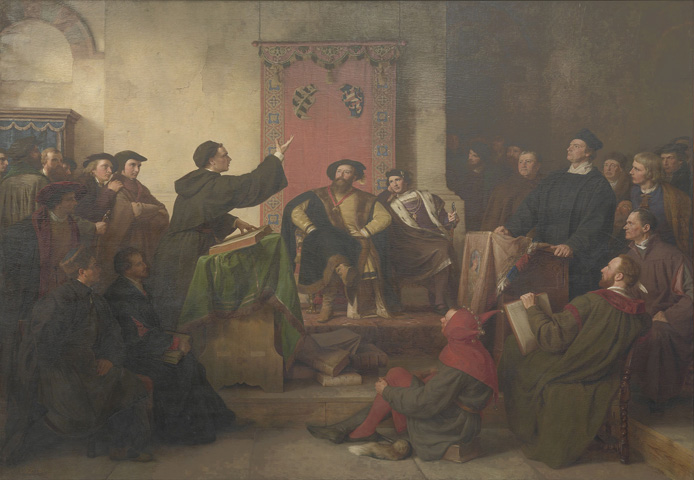
Disputation zwischen Luther und Eck auf der Pleißenburg zu Leipzig, Carl Friedrich Lessing 1867 (Kunsthalle Karlsruhe)

Carl Friedrich Lessing schuf 1867 das Ölgemälde „Disputation zwischen Luther und Eck auf der Pleißenburg zu Leipzig“ (308 × 438 cm), welches sich in der Staatlichen Kunsthalle Karlsruhe befindet. Dass beide Historiengemälde fast zur gleichen Zeit entstanden, lud zu Vergleichen ein, wobei Lessings Werk günstiger beurteilt wurde. Der Grundaufbau des Bildes ist der gleiche: Luther (links) und Eck (rechts) an ihren Kathedern einander gegenüber stehend, der sitzende Herzog in der Bildmitte. Luther ist aber nicht in der Defensive, er geht bei Lessing deutlich zum Angriff über. Die linke Hand stützt sich auf die aufgeschlagene Bibel, der rechte Arm ist (ähnlich wie in Gustav Königs Darstellung der Szene) mit nach oben geöffneter Handfläche in eleganter Geste erhoben, wobei Luther sich zugleich etwas nach vorn neigt. Eck scheint erschrocken zurückzuweichen. Dass Luther am linken, Eck am rechten Katheder steht, unterstreicht, wer hier aktiv handelnd dargestellt ist. Die Leserichtung unterstützt die Aussage des Bildes. Offenbar legte Lessing die Szene zugrunde, die Leopold von Ranke als zentralen Moment der Leipziger Disputation herausgehoben hatte: „Der unerschütterliche Luther schwankte keinen Augenblick. Er wagte zu sagen, unter den Artikeln des Johann Huß … seyen einige grundchristliche und evangelische. Ein allgemeines Erstaunen erfolgte. Herzog Georg der zugegen war, stemmte die Hände in die Seiten; kopfschüttelnd rief er seinen Fluch aus: ‚das walt die Sucht.‘“ Lessing stellte den Herzog im Moment des Aufspringens dar, die Hände hat er bereits in die Seiten gestützt. Lessings Luther trägt einen Doktorhut. Er ist zwar nicht unbedingt hager, aber jugendlich, was das Publikum irritierte. Gegenüber Hübner hat Lessing die Zahl der dargestellten Personen reduziert, auf unnötige Details verzichtet und die Kontrahenten näher aneinander gerückt. Das Ergebnis ist eine weniger bühnenhafte, natürlich wirkende Szene. Gleichwohl ergreift Lessing Partei, er zeigt „den Sieg des protestantischen Prinzips über das katholische, des freien Geistes über Rückständigkeit und doktrinäres Beharren“.

### Rudolf Siemering

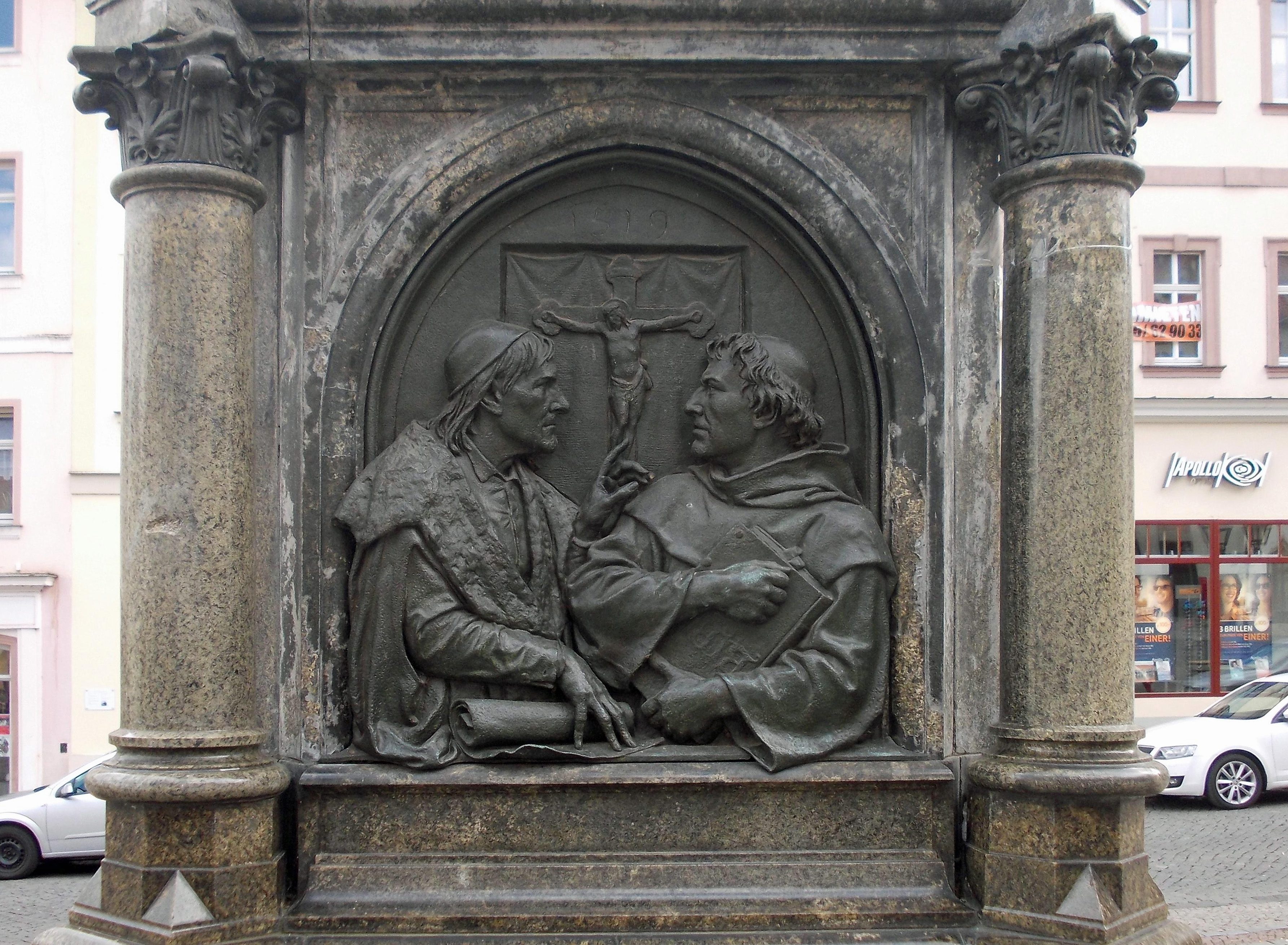
Eck und Luther am Eislebener Denkmal

Das von Rudolf Siemering geschaffene Lutherdenkmal auf dem Eislebener Marktplatz wurde im Rahmen der Feierlichkeiten zu Luthers 400. Geburtstag 1883 enthüllt. Vier Reliefplatten am Granitsockel der bronzenen Lutherfigur stellen die Allegorie des Siegs des Guten über das Böse, Luther als Bibelübersetzer, Luther im Kreis seiner Familie und Luthers Konfrontation mit Eck auf der Leipziger Disputation dar. In der populären Zeitschrift Gartenlaube wurde diese Reliefplatte anlässlich der Denkmalenthüllung so erläutert: „Hier der wortreiche, an sophistischer Weisheit genährte Vertheidiger mittelalterlicher Ideen; dort der körnige, an Gottes Wort stark gewordene Augustiner. Diese beiden Profile – Luther und Eck – verkörpern zwei von Grund aus verschiedene Welt- und Lebensanschauungen, wie sie auch in Eck’s Decretalen und in Luther’s Bibel zum Ausdruck kommen.“

## Erinnerungsort in Leipzig
Anlässlich des Reformationsjubiläums 2017 wurde am 11. Mai 2017 ein Erinnerungsort für die Leipziger Disputation der Öffentlichkeit übergeben. Der Leipziger Künstler Harald Alff gestaltete die Gedenkinstallation im Auftrag des städtischen Kulturamtes. In die Installation sind zwei gleichartige Medaillons aus Edelstahl mit den Porträts und Lebensdaten von Luther und Eck einbezogen sowie ein Erläuterungstext. Der Erinnerungsort befindet sich am Neuen Rathaus als dem Nachfolgebau der Pleißenburg.

## Fassadenfiguren am Haus Burgplatz-Passage

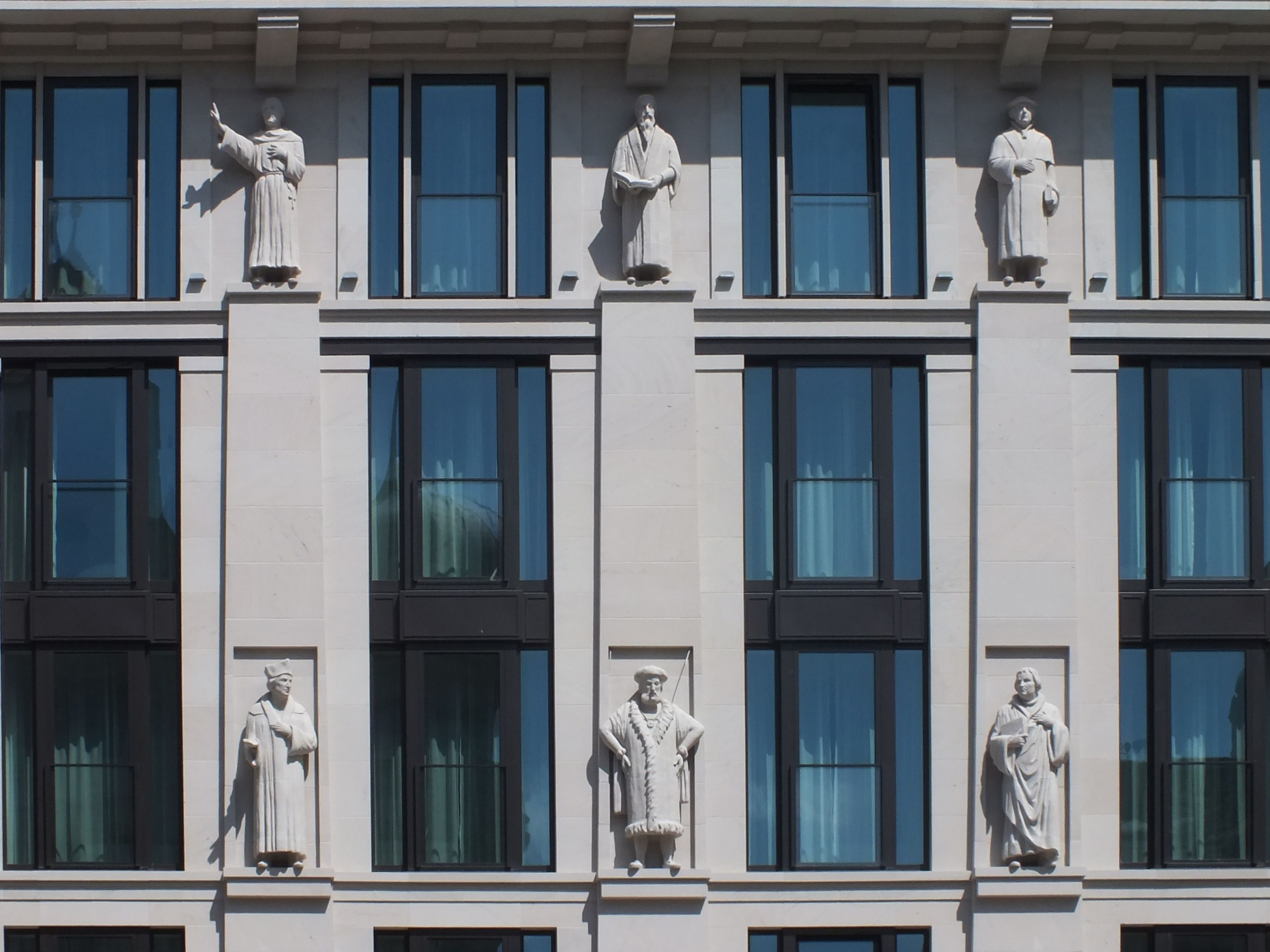
Fassadenfiguren Burgplatz-Passage

Der am 20. Juni 2019 eingeweihte Petersbogen-Erweiterungsbau Burgplatz-Passage am Leipziger Burgplatz (Christoph Kohl Stadtplaner Architekten CKSA, Berlin) nimmt mit sechs mannshohen Fassadenfiguren aus Cottaer Sandstein Bezug auf die Leipziger Disputation. Die Idee zu diesen Figuren stammt von Christoph Kohl. Zu sehen sind: Johannes Eck, Georg von Sachsen, Martin Luther (untere Reihe von links), Petrus Mosellanus, Johannes Calvin und Johann Langius Lembergius (obere Reihe von links). Mit der Figur des Reformators Calvin, der keinen direkten Bezug zur Leipziger Disputation hatte, wurde einem Wunsch der Schweizer Eigentümer entsprochen.